# Leonhardskirche (Frankfurt am Main)

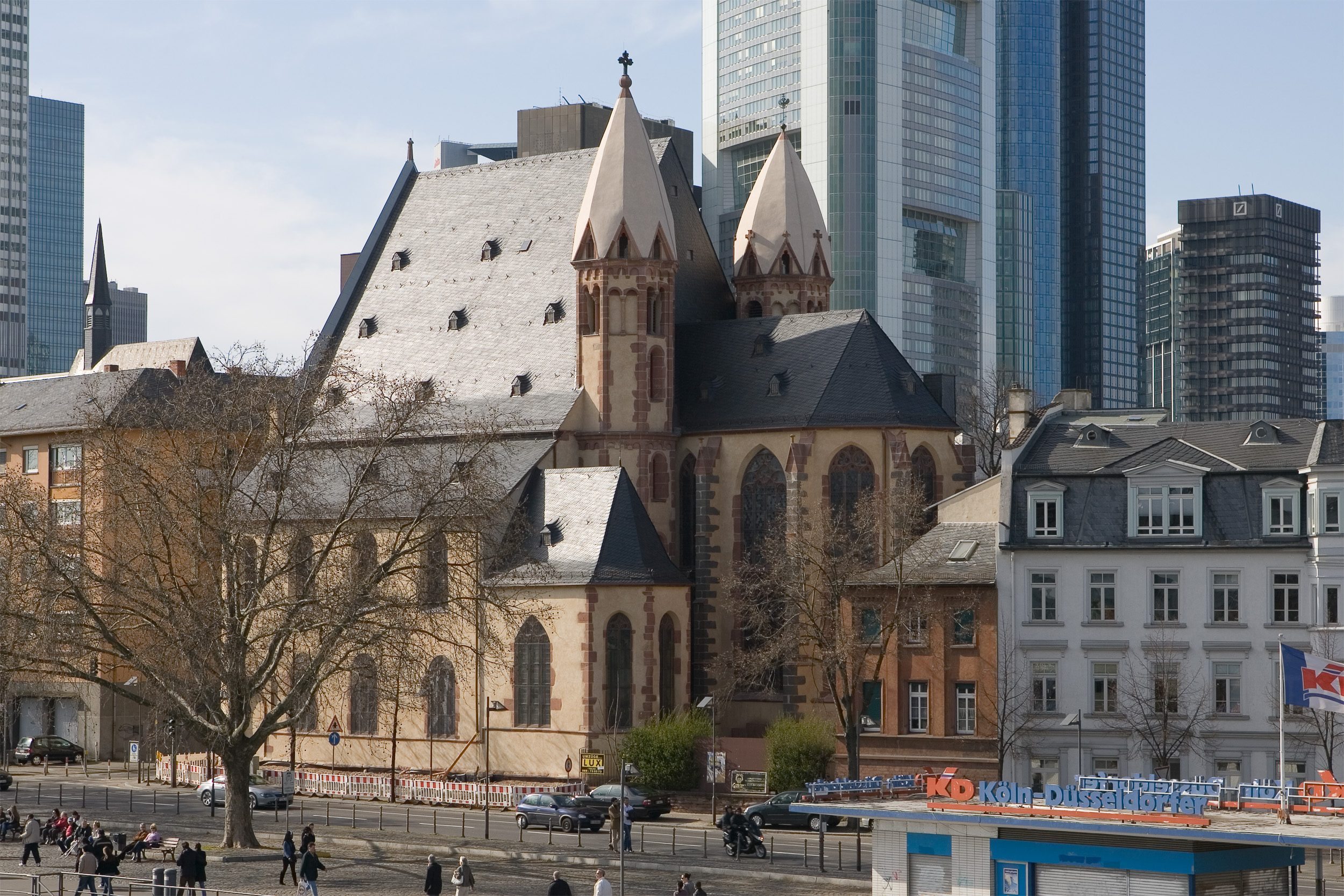
Sankt Leonhard vom Mainufer aus, 2008

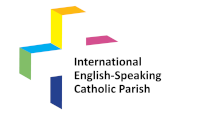
Logo der Internationalen englischsprachigen Katholischen Gemeinde in Frankfurt am Main

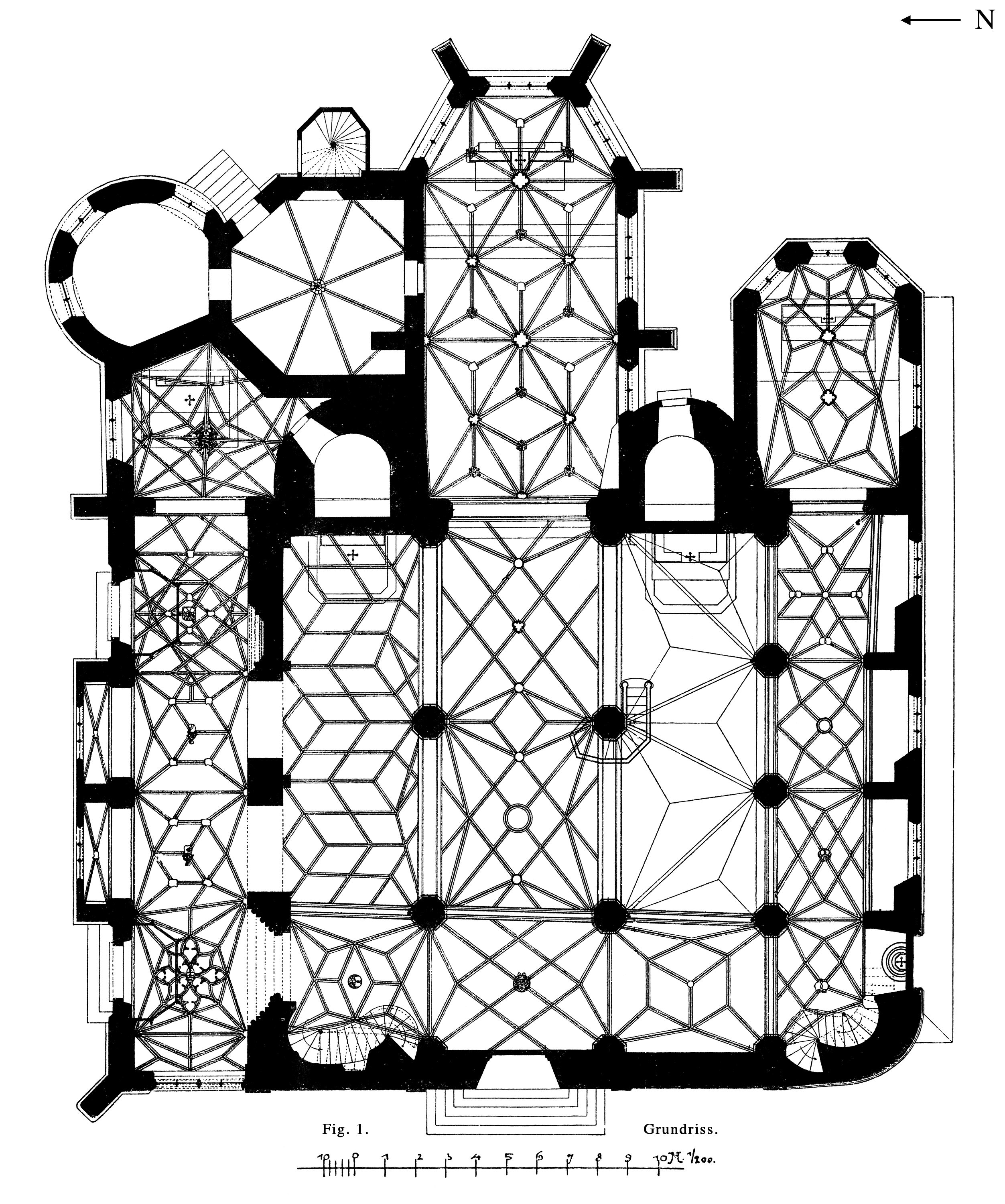
Grundriss von Sankt Leonhard

Die Leonhardskirche, nach dem Hauptheiligen auch Sankt Leonhard, ist eine römisch-katholische Kirche in Frankfurt am Main. Sie wurde im Jahr 1219 als spätromanische Basilika errichtet und später gotisch umgebaut. Als einzige der neun Frankfurter Dotationskirchen blieb sie im Zweiten Weltkrieg nahezu unzerstört. Sie ist heute eine Filialkirche der Frankfurter Domgemeinde und dient der englischsprachigen katholischen Gemeinde als Pfarrkirche.
Die Leonhardskirche liegt in der Altstadt am nördlichen Mainufer, unweit des Eisernen Stegs, des Karmeliterklosters und des Römers.

## Bedeutung

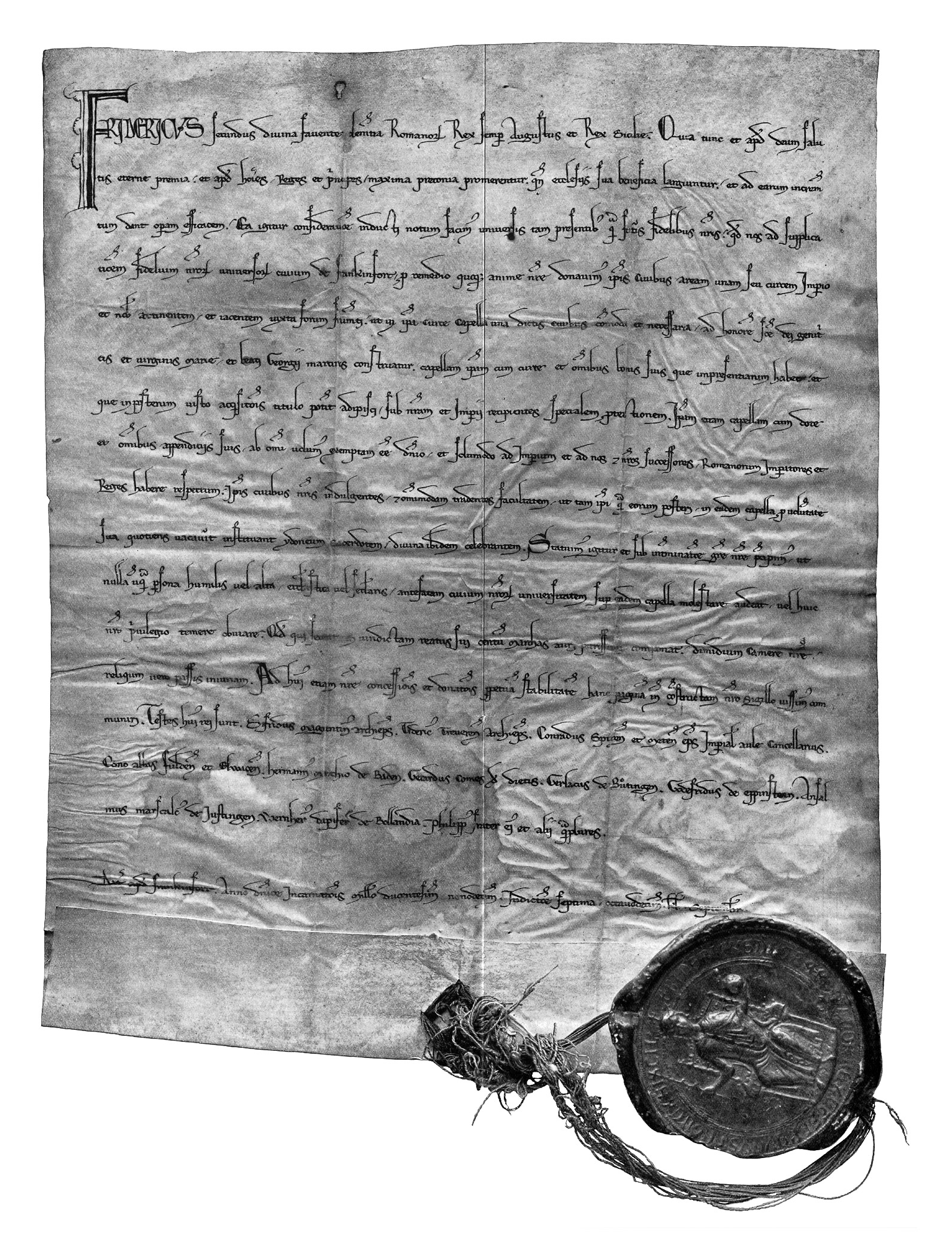
Die Urkunde König Friedrichs II. vom 15. August 1219

Sankt Leonhard hat für die Stadt Frankfurt eine besondere Bedeutung. Sie war nach dem Frankfurter Dom die zweite Stiftskirche der Stadt. In der Urkunde vom 15. August 1219, mit der der Stauferkönig Friedrich II. der Stadt das Grundstück schenkte, wird erstmals die Stadtgemeinde in ihrer Gesamtheit erwähnt und unter königlichen Schutz gestellt. Außerdem erhielten die Bürger das zu dieser Zeit sehr seltene Recht, den Priester zu bestimmen. Ihre erhaltenen spätromanischen Teile sind nach der im Kern karolingischen Justinuskirche im Stadtteil Höchst und der hochromanischen Saalhofkapelle die Ältestens eines Kirchenbaus in Frankfurt.
Die Kirche hatte bis weit über das Mittelalter hinaus eine weitere wichtige Funktion als Zwischenstation und Pilgerkirche auf zwei bedeutenden Wallfahrtspfaden. Der eine war der besonders zur Zeit der Kreuzzüge und der Errichtung der Kirche wichtige Weg nach Jerusalem, der andere der historische Jakobsweg, ein Pilgerpfad, der über die Grabeskirche des Kirchenpatrones im französischen Saint-Léonard-de-Noblat nach Santiago de Compostela führt. Sichtbares Zeichen dieser Funktion ist das Tympanon des romanischen Pilgertores aus dem Jahr 1220.
Daran, dass die Leonhardskirche Station des Jakobsweges war, der seit 2010 auch wieder über Frankfurt führt, erinnert eine von der Frankfurter Künstlerin Franziska Lenz-Gerharz geschaffene Figurengruppe auf dem Leonhardskirchplatz vor dem nördlichen, mainabgewandten Hauptportal. Die drei Wanderer der lebensgroßen Bronzeplastik von 1990 sind am Emblem der Jakobsmuschel, das sie tragen, deutlich als Jakobspilger erkennbar.

## Geschichte

### Von der romanischen Kapelle zur Stiftskirche (1219–1317)

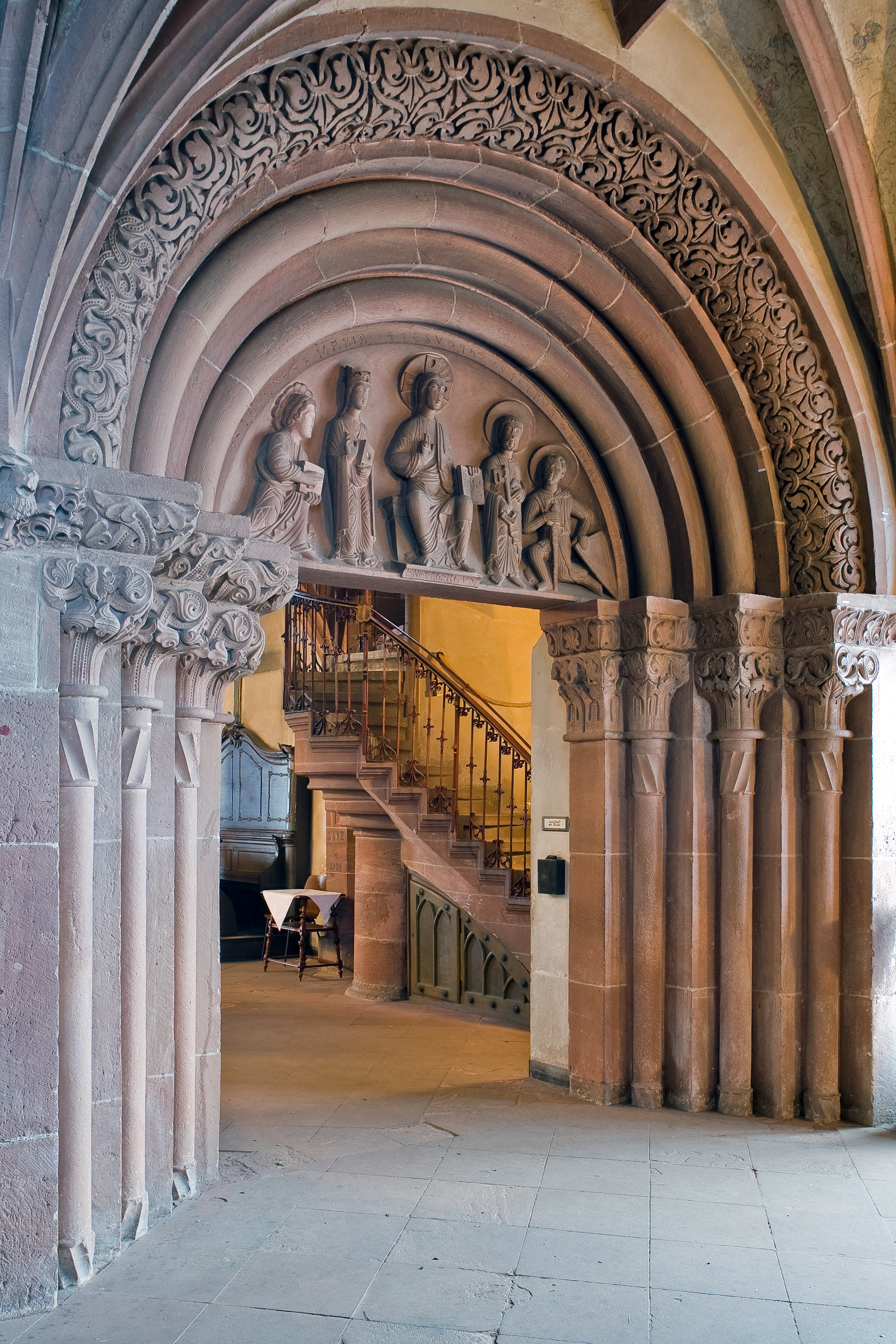
Romanisches Hauptportal (um 1220) von St. Leonhard mit Maria (2.v.l) und Hl. Georg als Ritter (rechts kniend) (2023 wegen anhaltenden Baumaßnahmen eingehaust)

Der 1219 vom späteren Kaiser geschenkte Baugrund war zum Bau eines Gotteshauses, das in der damaligen, erst locker bebauten Niederstadt noch fehlte, sehr geeignet. Im Süden grenzte er an den Main, einen stark befahrenen Handelsweg, dessen Ufer als Aufenthaltsort der Fischer und Schiffer diente, und zum Land hin am südlichen Ende des Kornmarktes, in der Schenkungsurkunde als forum frumenti bezeichnet, dessen unterer Teil erst später den Namen Buchgasse annahm. Die wohl umgehend in Angriff genommene Kapelle war zunächst der Jungfrau Maria und dem heiligen Georg geweiht.
Erstere erfreute sich in der damaligen Blütezeit des Minnegesanges einer erhöhten Beliebtheit, Letzterer war eine der Schutzheiligen der Kreuzfahrer. Der als ritterlicher Märtyrer begriffene Heilige spricht auch für ministerialische, sich mit ihm identifizierende Förderer bei der Gründung der Kirche. Der westlich der Römerbergsenke gelegene Karmeliterhügel, auf dem nach 1246 auch das bis heute existierende Kloster bestand, war im 13. Jahrhundert nach Meinung einiger Historiker ein Westend des Mittelalters, wo sich hohe, ritterlich lebende Beamte der staufischen Königsburg sowie vom florierenden Messgeschäft profitierende Großkaufleute niedergelassen hatten.
Urkundliche Nachrichten über die Entwicklung der Kapelle im 13. Jahrhundert sind spärlich gesät. 1259 wurde erstmals ein Geistlicher namens Reinhold als Reinoldus cappellanus sancti Georgii erwähnt, 1275 war von einem Petrus als rector capelle s. Georgii die Rede. Man kann davon ausgehen, dass hier in den frühen Jahren nur Kaplane tätig waren, da noch 1310 in einer Urkunde gleich mehrere von ihnen zur Sprache kommen. 1297 berichten die Quellen von der Kapelle als noviter exstructa, was man sich darunter vorzustellen hat, bleibt dunkel, zumal die erhaltenen romanischen Teile zweifelsfrei in das frühe 13. Jahrhundert zu datieren sind. Im selben Jahr sind auch erste Stiftungen Frankfurter Bürger für das Gotteshaus dokumentiert.
Mit Genehmigung des Mainzer Erzbischofs Peter von Aspelt etablierte sich 1317 ein Kollegiatstift aus den drei zuletzt an der Kirche tätigen Kaplänen sowie neun Landpfarrern. Das Stift verfügte somit über zunächst zwölf Kanoniker und ebenso viele Vikarien, an deren Spitze ein Nikolaus von Wöllstadt als erster Dekan sowie ein Arnold Bumeyster als Kantor erwähnt wird. Die Stadt verzichtete fortan auf die Bestellung des Geistlichen, wie es das königliche Privileg von 1219 gestattet hatte. Da in der Gründungsurkunde auch von einem Nikolaus Rose als scolasticus die Rede ist, fiel mit dem Aufbau des Stifts wohl die Einrichtung einer Schule zusammen. Damit wurde die Kapelle ab diesem Zeitpunkt in den Urkunden auch nicht mehr als capella, sondern als ecclesia, also Kirche bezeichnet. Sie besaß jedoch keine Parochie, da die Pfarr-Rechte in Frankfurt ausschließlich dem Bartholomäusstift vorbehalten waren.
Schriftliche Zeugnisse, inwieweit die Tatsache, dass Grund und Boden der Kirche der Stadt gehörten, zu Konflikten führte, sind nicht erhalten. Sie können aber aus der Gründungsurkunde herausgelesen werden, die sehr energisch die Unabhängigkeit des Stiftes betont und den Rat der Stadt mit keiner Erwähnung bedenkt.

### Vom Erwerb der Leonhardsreliquie bis zum Ende des gotischen Umbaus (1317–1523)

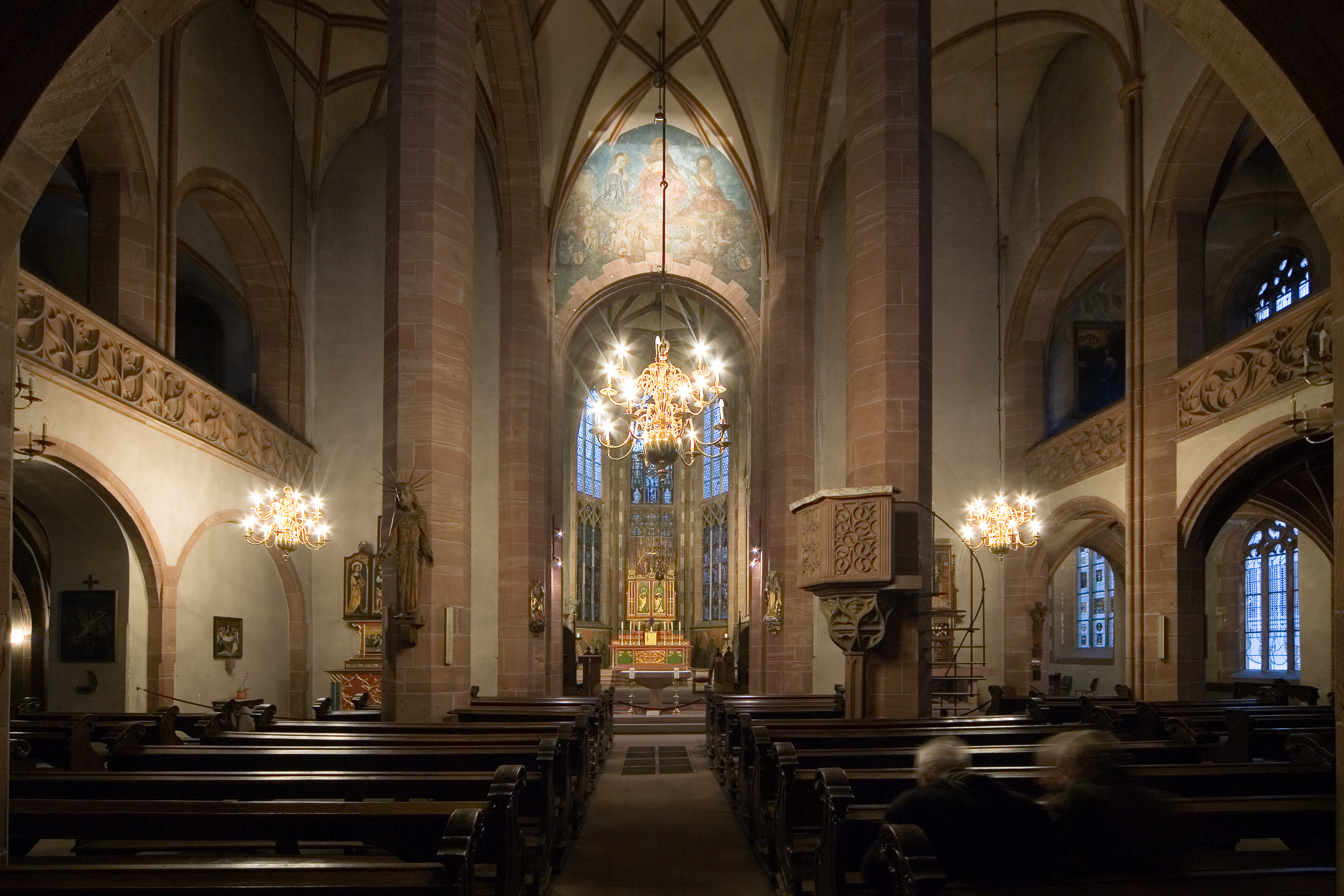
Hauptschiff mit Emporen und Hochchor

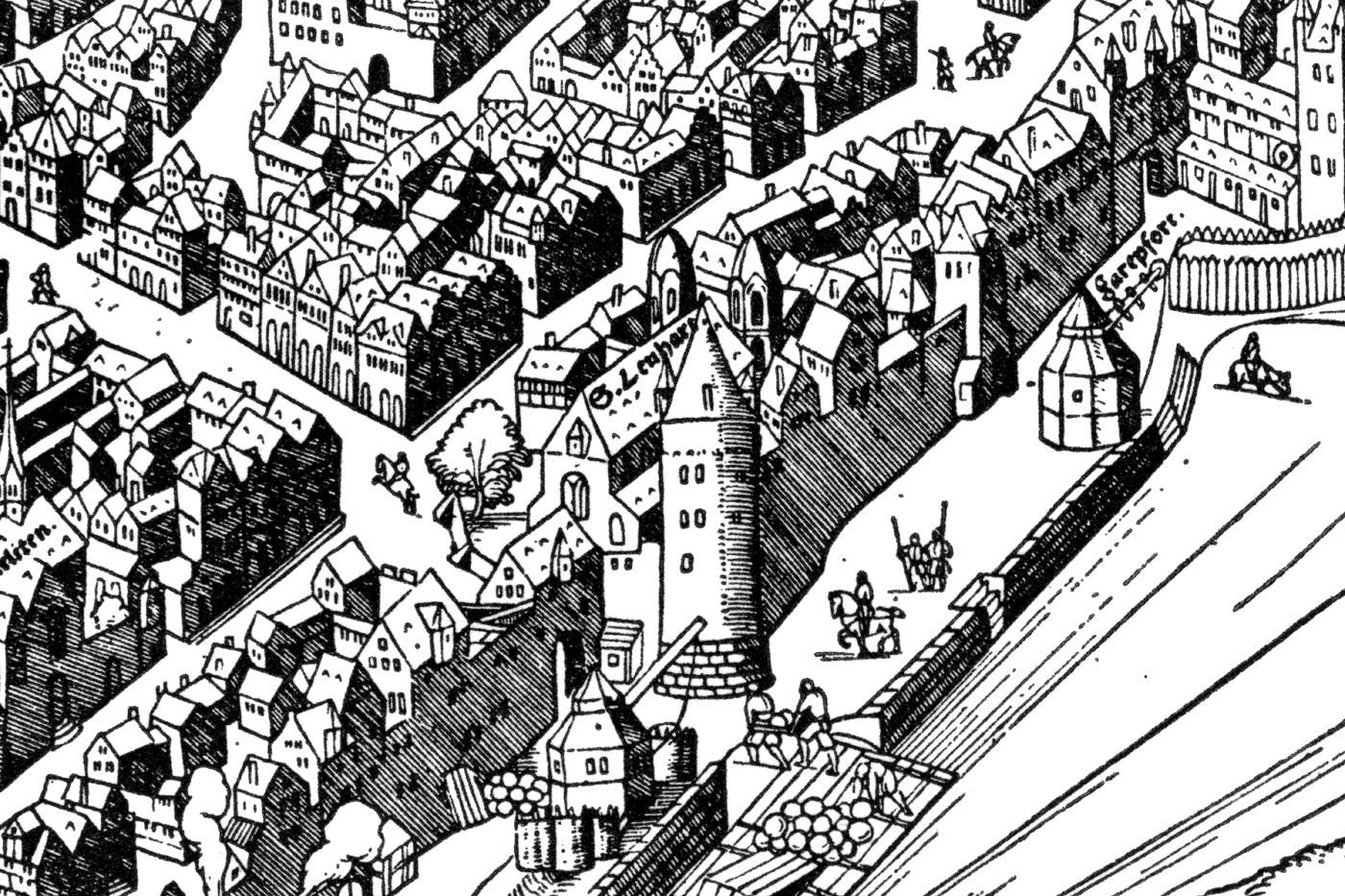
Leonhardskirche und Leonhardsturm, 1552

Man bemühte sich nun verstärkt um die Beschaffung der Reliquie eines Heiligen, was 1323 von Erfolg gekrönt war. Der Arzt Heinrich von Wiener-Neustadt übersandte den Arm des heiligen Leonhard, des Schutzheiligen der Gefangenen. Dies geschah auf Bitten des Abtes Moritz vom Schottenkloster in Wien und des Mainzer Presbyters Johannes, der Vikar am Frankfurter Domstift war; Übersendungs- und Begleitschreiben haben sich bis heute erhalten. Der Heilige gab dem Stift und der Kirche den bis heute gültigen Namen, auch wenn sich dieser erst in der frühen Neuzeit endgültig durchsetzte. So erschienen Maria und Georg neben Leonhard noch 1618 im Siegel des Stifts.
Die folgenden Jahre waren überschattet vom Konflikt zwischen Kaiser Ludwig IV. und Papst Johannes XXII. Der spätere Kaiser hatte 1324 in der Sachsenhausener Appellation den Anspruch des Papstes auf die Approbation einer Königswahl zurückgewiesen, nachdem der Papst ihn zuvor für abgesetzt erklärt und mit dem Kirchenbann belegt hatte. Frankfurt hielt in diesem Konflikt treu zum Kaiser, der sie mit zahlreichen Privilegien gefördert hatte. Deshalb belegte der Papst die Stadt mit dem Interdikt und verbot den Klerikern jegliche kirchlichen Amtshandlungen. Das Leonhardsstift stand in diesem Konflikt streng zum Kaisertum.
Im Laufe des 14. Jahrhunderts mehrten sich durch Stiftungen langsam die von der Kirche beherbergten Kunstschätze, wenngleich das Magdalenenhochwasser des Jahres 1342 große Schäden an allen Frankfurter Kirchen anrichtete. 1381 erhielt das Stift durch den päpstlichen Legaten Kardinal Pileus das besondere Vorrecht, während aller über die Stadt verhängten Interdikte im Chor der Kirche Gottesdienst abzuhalten, aber nur bei verschlossenen Türen, ohne Glockengeläute und unter Ausschluss der Gebannten.
Ende des 14. Jahrhunderts kam es mit dem Rat der Stadt zu einem erbitterten Streit über dessen Vorhaben, das Stift künftig auch zur Zahlung von Steuern heranzuziehen. Zudem bedrängte der Ausbau der städtischen Verteidigungsanlagen am Main im Zuge der Zweiten Stadterweiterung die Kirche: 1388 bis 1391 errichtete man direkt südlich der Kirche einen sie deutlich überragenden, massiven Wehrturm, auf den im Volksmund alsbald auch die Bezeichnung Leonhardsturm überging. Der Leonhardsturm mit dem gleichnamigen Stadttor zum Mainhafen ist der eigentliche Grund für die heute zu sehende, gedrungene Gestalt der Kirche. Sie konnte so in den folgenden Jahrhunderten nicht weiter in die Länge, sondern nur in die Breite wachsen.
Das Stift konnte sich in beiden Konflikten nicht gegen die Interessen der Stadt durchsetzen. Die Besteuerung regelte am 25. August 1407 ein Vertrag zwischen dem Erzbischof von Mainz, Johann II. von Nassau, und dem Rat.
Ab dem Jahre 1425 wurde im Osten ein polygonal geschlossener Langchor angebaut, der vermutlich nach einem Entwurf des Dombaumeisters Madern Gerthener konzipiert war.
Um 1450 wurde an den neuen Chor eine Sakristei angebaut und eine Kapelle auf kreisförmigem Grundriss.
Ab etwa 1500 wurde dann das bis dahin erhaltene romanische Langhaus durch eine fünfschiffige Hallenkirche mit umlaufenden Emporen ersetzt. Dabei wurden um 1507 auch zwei Portale der romanischen Kirche im passenden Stil ergänzt und in das neue Langhaus integriert. Die Baumaßnahmen, die sich, hauptsächlich aus immer wieder auftretenden finanziellen Engpässen, im Wesentlichen bis ins Jahr 1523 zogen, brachten der Kirche weitestgehend die noch heute zu sehende äußere und innere Gestalt.

### Von der Reformation bis zur Säkularisation (1523–1806)

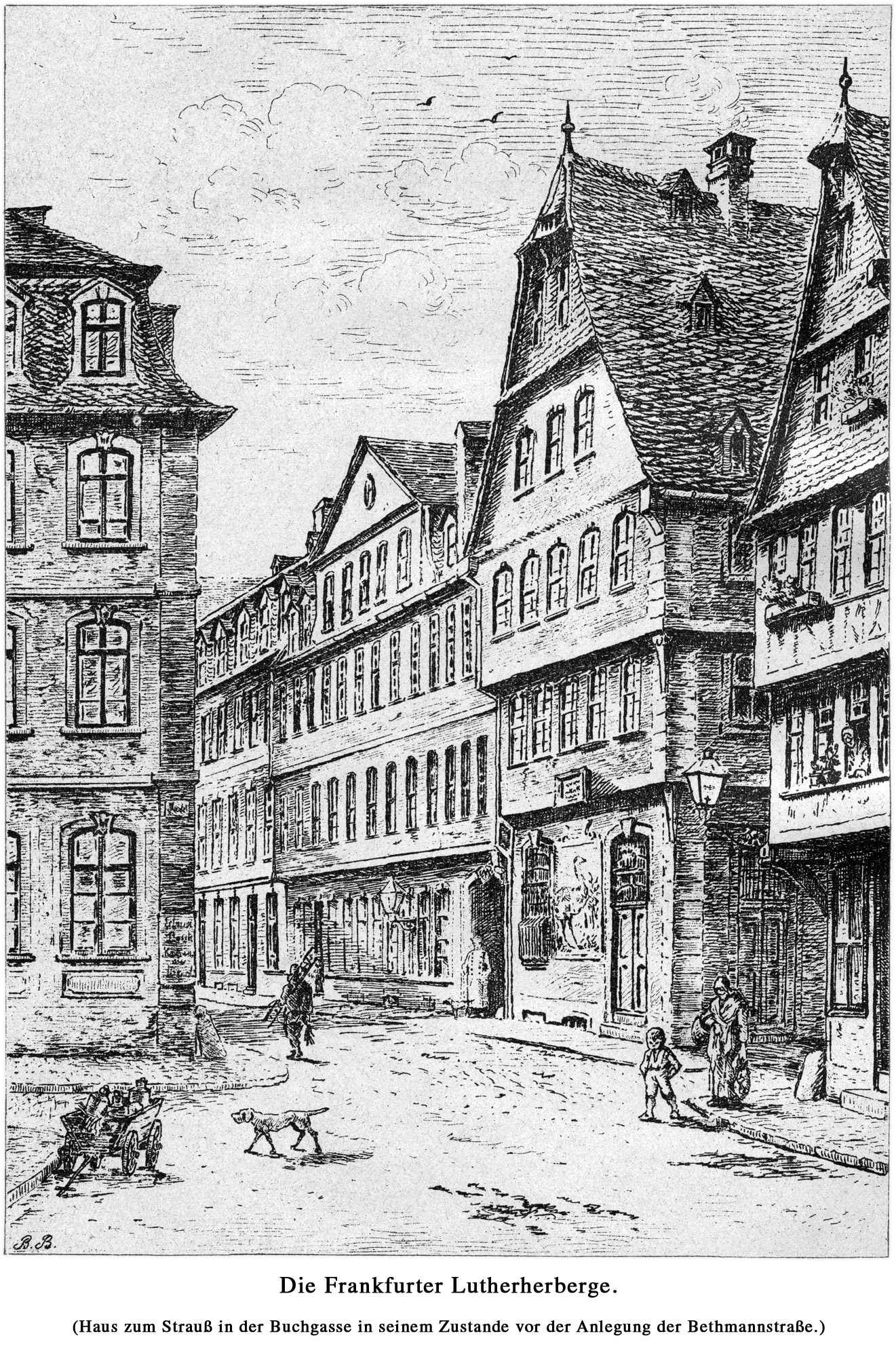
Buchgasse mit Gasthaus Strauß, Zeichnung um 1850

Noch während der Schlussphase des gotischen Umbaus begann die Reformation in Frankfurt. 1521 bis 1528 stand das Stift unter Leitung des Dechanten Johannes Indagine, der der neuen Lehre anfangs Sympathien entgegenbrachte. Im April 1521 hatte Martin Luther auf seiner Reise zum Wormser Reichstag nur wenige Meter von der Leonhardskirche im Gasthaus Strauß in der Buchgasse Quartier bezogen. Viele der ohnehin schon dem Humanismus zugewandten Frankfurter Patrizier wurden Anhänger Luthers. Um einen Konflikt mit dem Kaiser und dem Erzbischof von Mainz zu vermeiden, blieb der Rat zunächst neutral, berief jedoch 1525 auf Drängen der Bürger die reformierten Prädikanten Dionysius Melander und Johann Bernhard. Zudem ließ er Inventare vieler Frankfurter Kirchen anlegen, darunter auch von St. Leonhard.
Unter dem Einfluss der radikalen Prediger kam es Anfang 1533 zu einem Bildersturm in der Bartholomäuskirche. Am 23. April 1533 suspendierte der Rat daraufhin aus Gründen der Staatsräson die katholische Messe bis zu einem künftigen Konzil, was de facto ihre Abschaffung und einen offenen Bruch mit dem Kaiser und dem Erzbischof bedeutete. In der Stadt blieben nur wenige katholische Kleriker und altgläubige Bürger. Der Beitritt der Stadt zum Schmalkaldischen Bund 1536 isolierte die Stiftsherren von St. Leonhard weiter.
Im schmalkaldischen Krieg zog die Stadt Teile des Kirchenschatzes ein, um ihre militärischen Verpflichtungen zu finanzieren, und selbst die Geistlichen wurden zu militärischen Hilfsdiensten herangezogen. Ende 1546 erkannte der Rat, dass die Stadt nicht militärisch gegen den Kaiser zu verteidigen war und verlegte sich auf die Diplomatie. Am 29. Dezember 1546 öffnete sie ihre Tore den kaiserlichen Truppen und opferte ihre lutherische Bundestreue. Dafür sicherte sie sich die kaiserlichen Privilegien, welche die Grundlage für den Wohlstand und die politische Bedeutung der Stadt bildeten.
Gegen den Widerstand der lutherischen Geistlichkeit und der Mehrheit der Bürger setzte der Rat die Annahme des Augsburger Interims durch. Die Stadt blieb lutherisch, gab aber die Stifts- und Ordenskirchen an die katholische Kirche zurück. 1548 wurde der katholische Gottesdienst auch in der Leonhardskirche wieder aufgenommen, nachdem seit 1542 auf Anweisung des Rates dort alle zwei Wochen evangelisch gepredigt worden war.
In der lutherischen Stadt fehlte es dem Stift fortan jedoch an Geld und Nachwuchs. Die ehemals mit bis zu 80 Schülern blühende Lateinschule ging ein, die abschließende Einwölbung des Hauptschiffs kam zum Erliegen. Die Zahl der Kanoniker sank bis 1589 auf einen historischen Tiefstand von nur drei Personen, von denen einer laut urkundlichen Quellen zudem stets bettlägerig und wenig zum Chorgesang und Zelebrieren dienlich war. Um 1600 waren die Geistlichen in ihrem Pflichtbewusstsein offenbar so weit herabgesunken, dass laut zeitgenössischen Berichten die Andersgläubigen spotten, den Leonhardspfaffen sei es völlig gleichgültig, ob einer oder keiner in die Kirche komme.

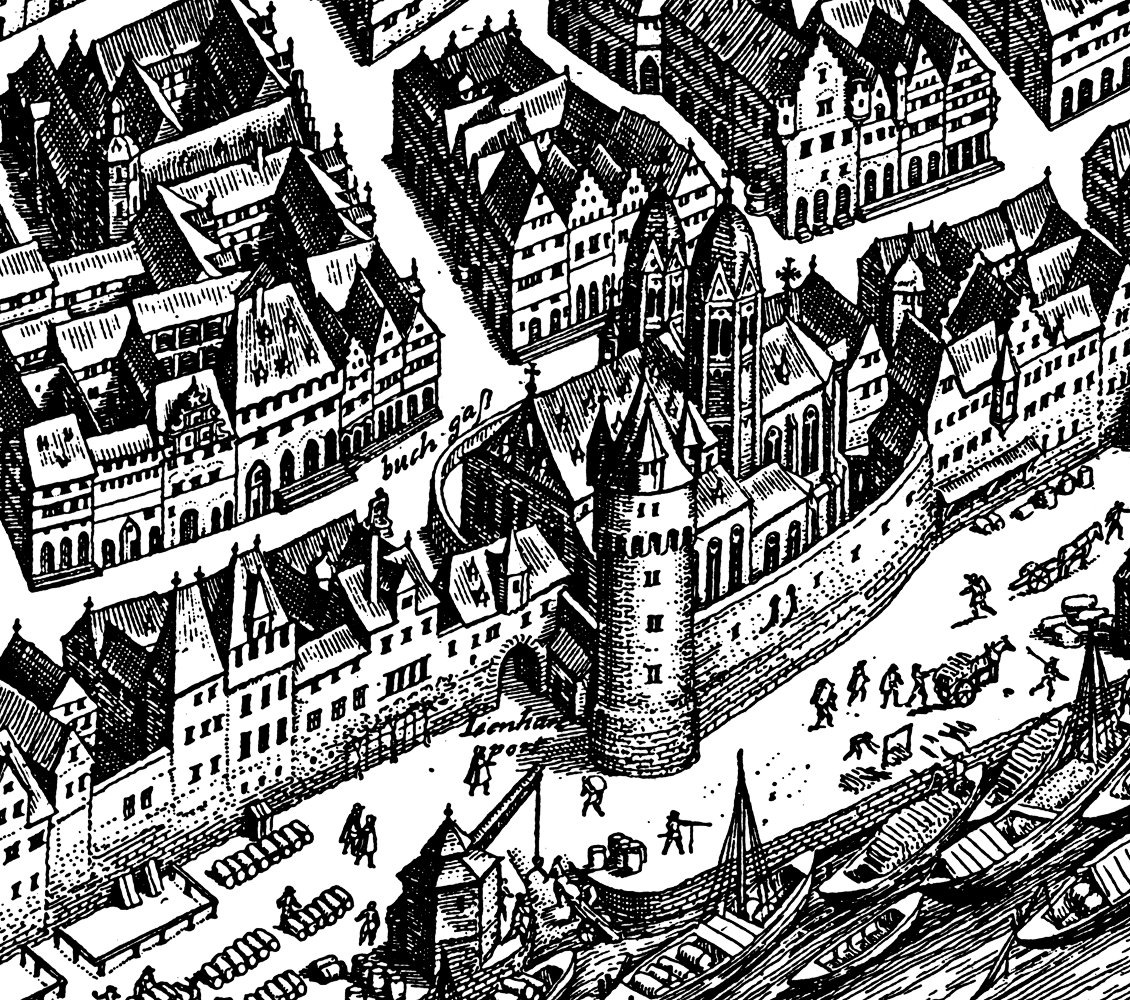
Leonhardskirche und Leonhardsturm, 1628

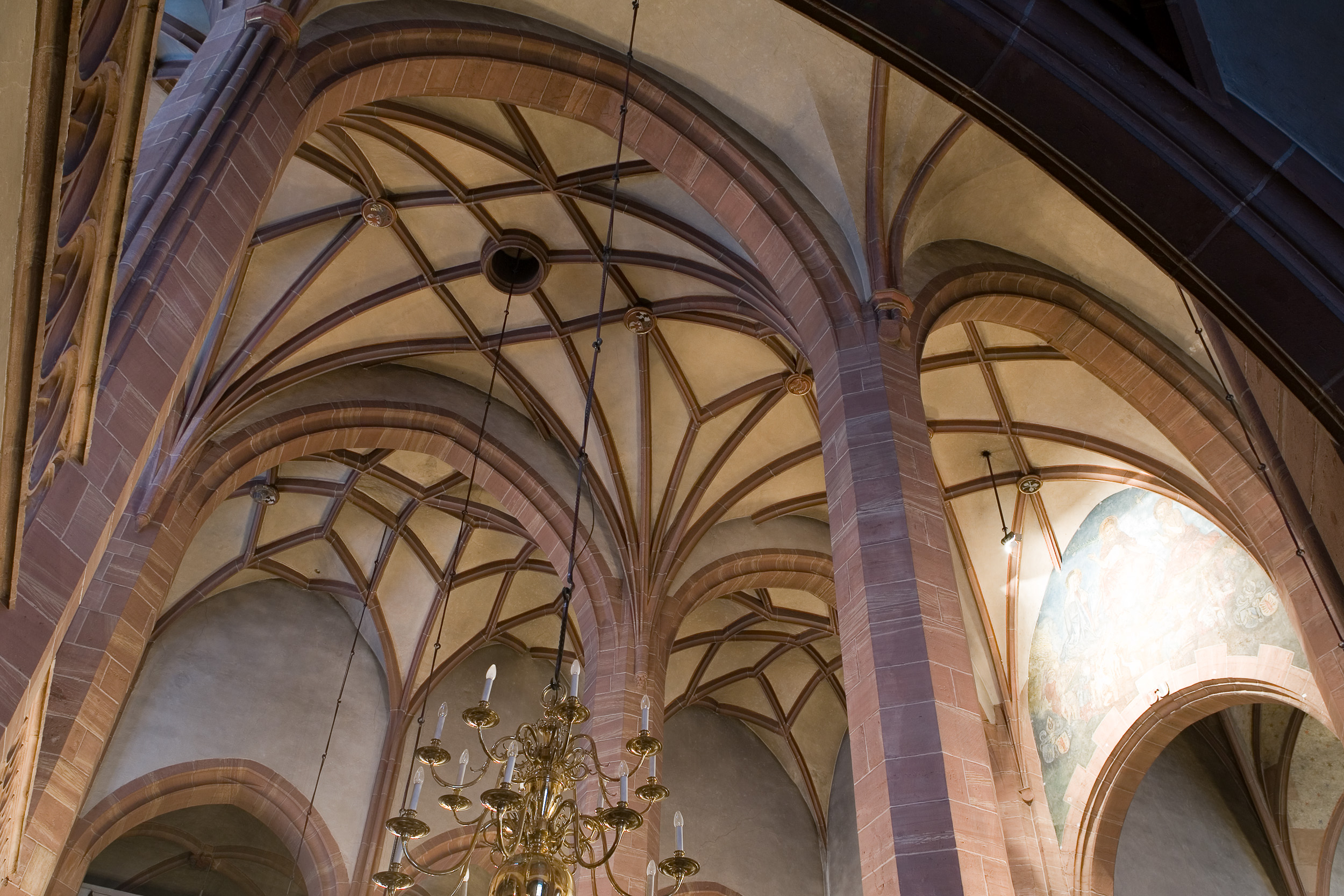
Gewölbe im Hauptschiff

Erst seit Ende des 16. Jahrhunderts besserte sich die Situation wieder. Das oberhessische Kollegiatstift der Heiligen Donatus, Nazarius und Martinus verlegte seinen Sitz von Obermockstadt nach Frankfurt und wurde dort vom Leonhardsstift aufgenommen. Beide Stifte feierten ab diesem Zeitpunkt abwechselnd Gottesdienst in der Kirche, blieben aber formaljuristisch voneinander getrennt. Dennoch waren so vor allem die personellen Sorgen dauerhaft gelöst. Als Frankfurt im Dreißigjährigen Krieg 1631 bis 1635 von schwedischen Truppen besetzt war, musste der Rat den Dom und die Liebfrauenkirche dem schwedischen König Gustav II. Adolf für den lutherischen Gottesdienst zur Verfügung stellen. Dabei wurden nicht unwesentliche Teile der Kirchenschätze eingezogen und großzügig an seine Anhänger verschenkt. Nur die Leonhardskirche blieb weiterhin dem katholischen Gottesdienst vorbehalten und von der Konfiskation weitestgehend verschont.
Die Geldnöte des Stifts bestanden jedoch auch im 17. Jahrhundert weiter. Da die Leonhardskirche mitten im florierenden Frankfurter Buchhändlerviertel lag, machte man wohl primär aus monetären Gründen sehr ausgiebig von der Möglichkeit Gebrauch, Räume der Kirche als Lagerstätte für Druckschriften zu vermieten. Eine zeitgenössische Beschreibung dieser offenbar rasch überhandnehmenden Praktik lässt sich einem Beschwerdebrief entnehmen, den ein katholischer Buchhändler 1638 dem damaligen Erzbischof von Mainz zukommen ließ:
Oben und unten, auf dem Lettner und in den Gängen, ja sogar auf den Altären der Kapellen allerhand ketzerische Bücher. Die Kirche ist gleichsam ein offenes Pack- und Kaufhaus, besonders in Meßzeiten, da fast ein jeder einen Schlüssel zur Kirche hat, ein und aus gehen läßt, wie es ihm gefällt. Auch während der hl. Messen trägt es sich öfter zu, daß die Ketzer mit Büchern ohne allen Respekt fast spöttisch vorüber-, an- und einlaufen.

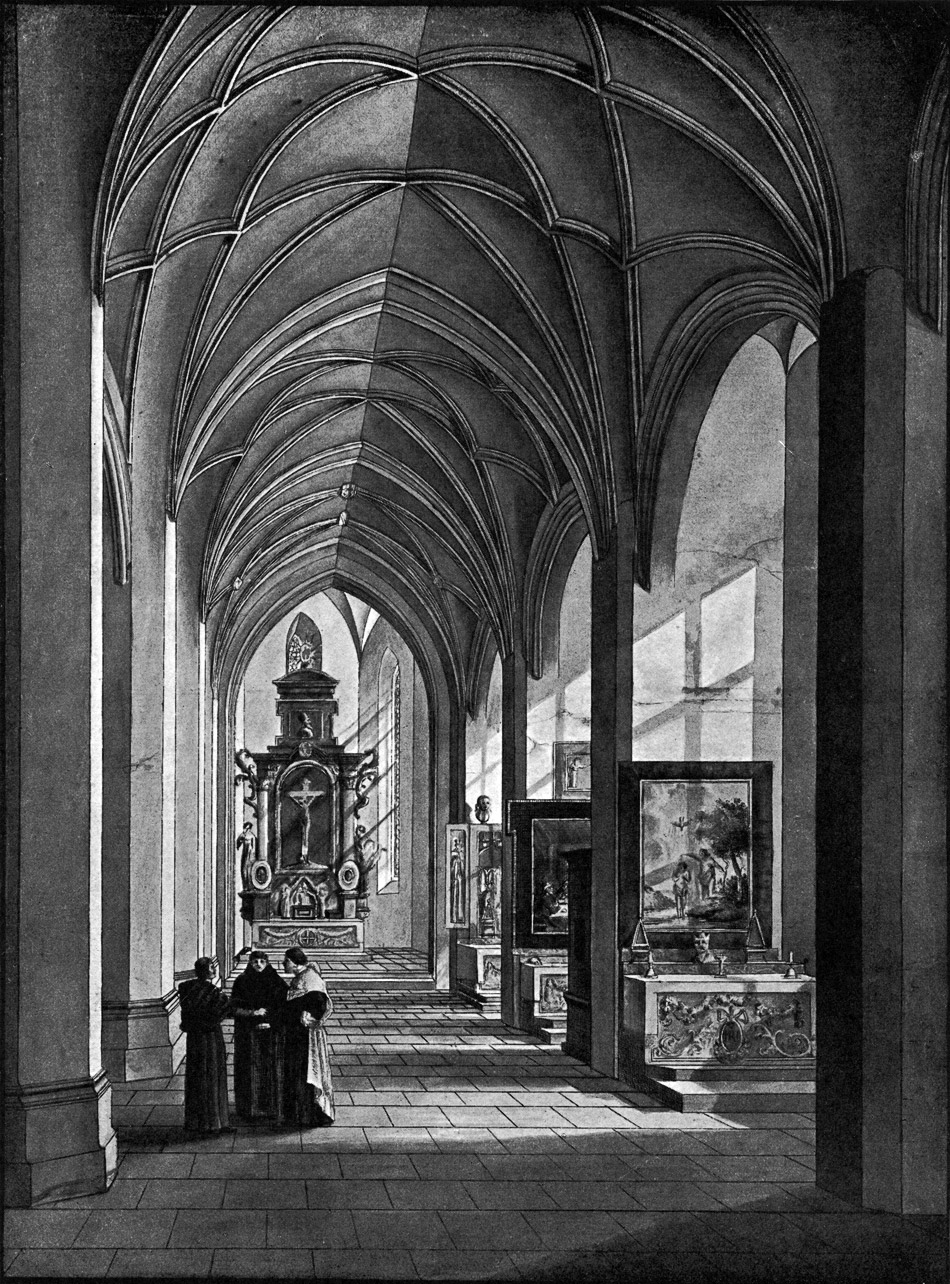
Südliches Seitenschiff, 1790

Es gibt allerdings keine Anzeichen darauf, dass solchen Beschwerden tatsächlich abgeholfen worden wäre. Dass das gotische Hauptschiff erst 1698 und doch nur für 550 Gulden höchst zweckmäßig eingewölbt werden konnte, bezeugt, wie sehr man auf Einnahmen wie aus der Vermietung angewiesen war.
Das 18. Jahrhundert brachte dem Stift zeittypisch eine zunehmende Vereinigung von Ämtern in einer Person, andererseits aber auch bedeutende Kanoniker von Einwandererfamilien aus katholischen Ländern. Neben den aus Norditalien stammenden Martinengo oder Brentano ist auch der Dechant Damian Friedrich Dumeiz aus Malmedy zu nennen. Die italienischen Familien, von denen viele durch Wein-, Seiden- und Tabakhandel oder als geschickte Bankiers zu großem Reichtum gekommen waren, dürften nicht nur die Bänke der Leonhardskirche gefüllt, sondern sich auch an einer zeitgemäßen Neuausstattung beteiligt haben. Auch eine Inventarliste von 1734 sowie Bilder des Kirchenmalers Johann Ludwig Ernst Morgenstern aus dem Jahr 1790 lassen eine barocke Neugestaltung erkennen, von der allerdings fast nichts mehr erhalten ist.
Das Ende des Leonhardsstiftes kam nach der Französischen Revolution. Nur wenige Wochen nach den Feierlichkeiten anlässlich der Krönung Kaiser Franz II. besetzten im Oktober 1792 französische Revolutionstruppen die Stadt. Die Kapitelsprotokolle des Leonhardsstifts rissen sofort ab, doch aus den noch bis 1802 reichenden Schriftzeugnissen des Stifts Obermockstadt ist zu erfahren, dass St. Leonhard bis 1793 profaniert und in ein Fruchtmagazin umgewandelt wurde. Die erwähnten militärischen Gerätschaften in der Kirche sowie die Abholzung der Bäume des Kirchhofs geben ein grobes Bild davon, wie wenig zimperlich in jenen Jahren mit dem ehemaligen Kirchenbesitz umgegangen wurde. Die Gottesdienste verlegte man notgedrungen in den Kaiserdom.
Mit dem Reichsdeputationshauptschluss von Regensburg kam 1803 auch das juristische Ende aller Kollegiatstifte. Der Stadt Frankfurt gelang es, den Kirchenbesitz für sich zu sichern und Interessen auswärtiger Fürsten abzuweisen. Zu den wertvollsten der damals in städtischen Besitz gelangten Stücke ist eine Gutenberg-Bibel aus der etwa 140 Bände zählenden Stiftsbibliothek zu zählen, die sich im Bestand der Universitätsbibliothek Johann Christian Senckenberg befindet. Sie war vermutlich in den 1450er-Jahren druckfrisch auf der Frankfurter Buchmesse gekauft worden.

### Von der Wiederherstellung unter Dalberg bis zum Ende des 19. Jahrhunderts (1806–1899)

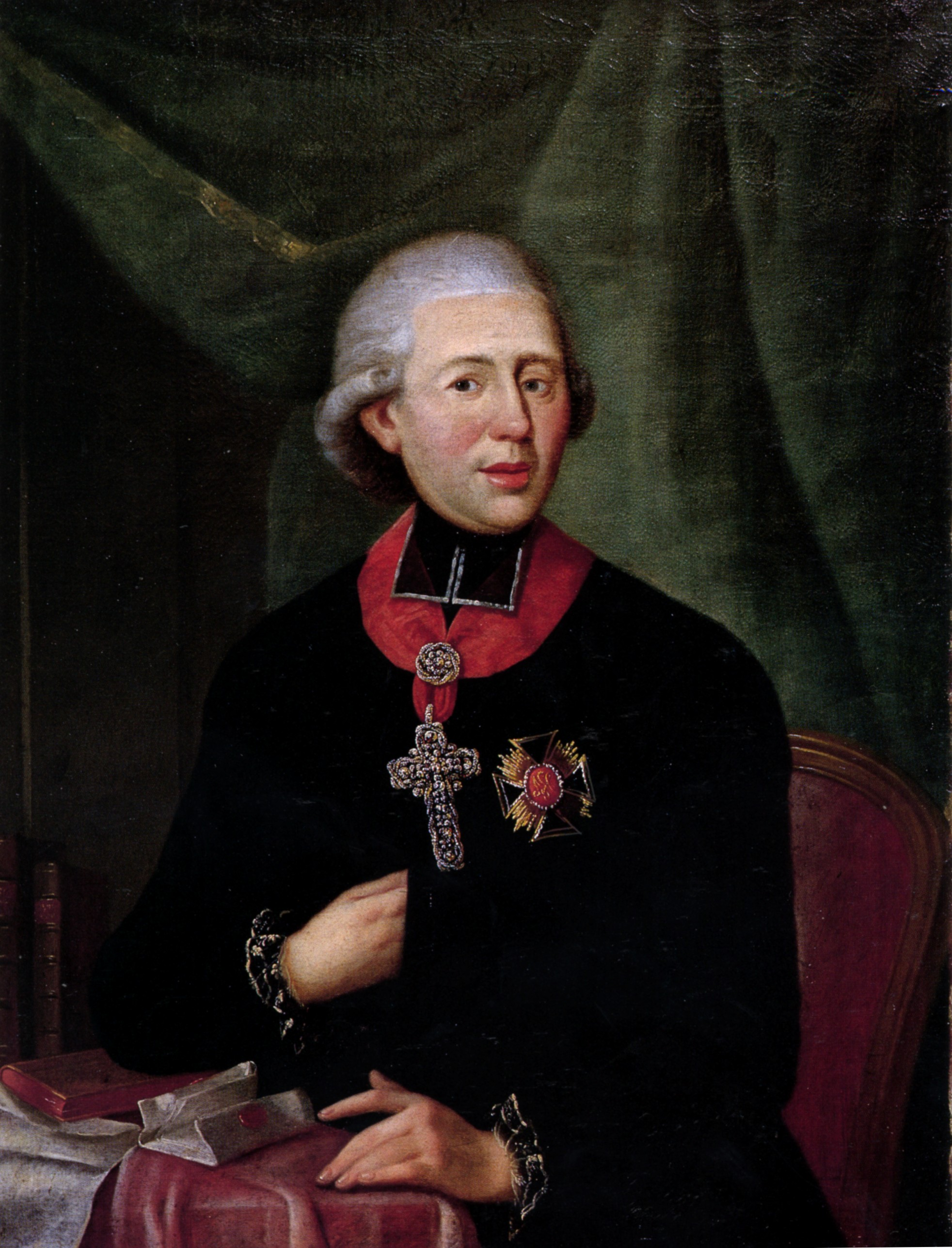
Karl Theodor von Dalberg

Nach dem Zerfall des Heiligen Römischen Reiches Deutscher Nation begründeten süd- und westdeutsche Fürsten 1806 den Rheinbund. An die Spitze des Bündnisses trat der Fürstprimas Karl Theodor von Dalberg. Die Stadt verlor damit ihre Selbstständigkeit und war erstmals einem Landesherren unterstellt. 1810 wurde Frankfurt formal die Hauptstadt des neu geschaffenen Großherzogtums Frankfurt. Der Fürstprimas bezog nun als Großherzog einen ständigen Sitz im Palais Thurn und Taxis.
Dalberg war gleichermaßen ein frommer Mann wie auch ein Kind der Aufklärung. Er vermochte die Säkularisation des Kirchengutes von St. Leonhard nicht rückgängig zu machen, setzte sich aber dafür ein, dass es nur noch zu frommen oder milden Zwecken verwandt werden sollte. Auch kam es erst unter seiner Herrschaft zu einer rechtlichen Gleichstellung aller christlichen Konfessionen. Doch er war machtlos, als die Kirche im Herbst 1806 eine erneute Zweckentfremdung als Kriegsgefangenenlager für preußische Soldaten erfuhr. In diesen wenigen Monaten dürfte mehr Schaden angerichtet worden sein als in der ganzen vorangegangenen Zeit, wenn man zeitgenössischen Berichten folgt:

„Heute kamen […] noch 3200 Mann der preußischen-polnischen Legion hier an, die – da sie voller Ungeziefer und völlig zerlumpt sind – nicht einquartiert wurden, sondern wie folgt untergebracht und dort mit Essen und Trinken versorgt wurden: 600 Mann – Leonhardskirche […] Diese Menschen waren äußerst roh und unbändig, äußerten ihren Unmut wegen solcher Unterbringung auf die drohendste Art […]“

Hierin ist wohl der Hauptgrund dafür zu sehen, dass von der mobilen Ausstattung von St. Leonhard praktisch nichts mehr aus der vorrevolutionären Zeit vorhanden ist. Doch auch unter den Bürgern der Stadt sahen nicht wenige das mittelalterliche Gebäude als Schandfleck am Mainkai, der in jenen Jahren eine repräsentative klassizistische Neubebauung erhielt. Wohlhabende Kreise traten gar an Dalberg mit der offenen Bitte heran, die Kirche zusammen mit St. Nikolai am Römerberg abreißen zu dürfen, um hier ein neues Maintor bzw. ein Börsengebäude zu errichten.

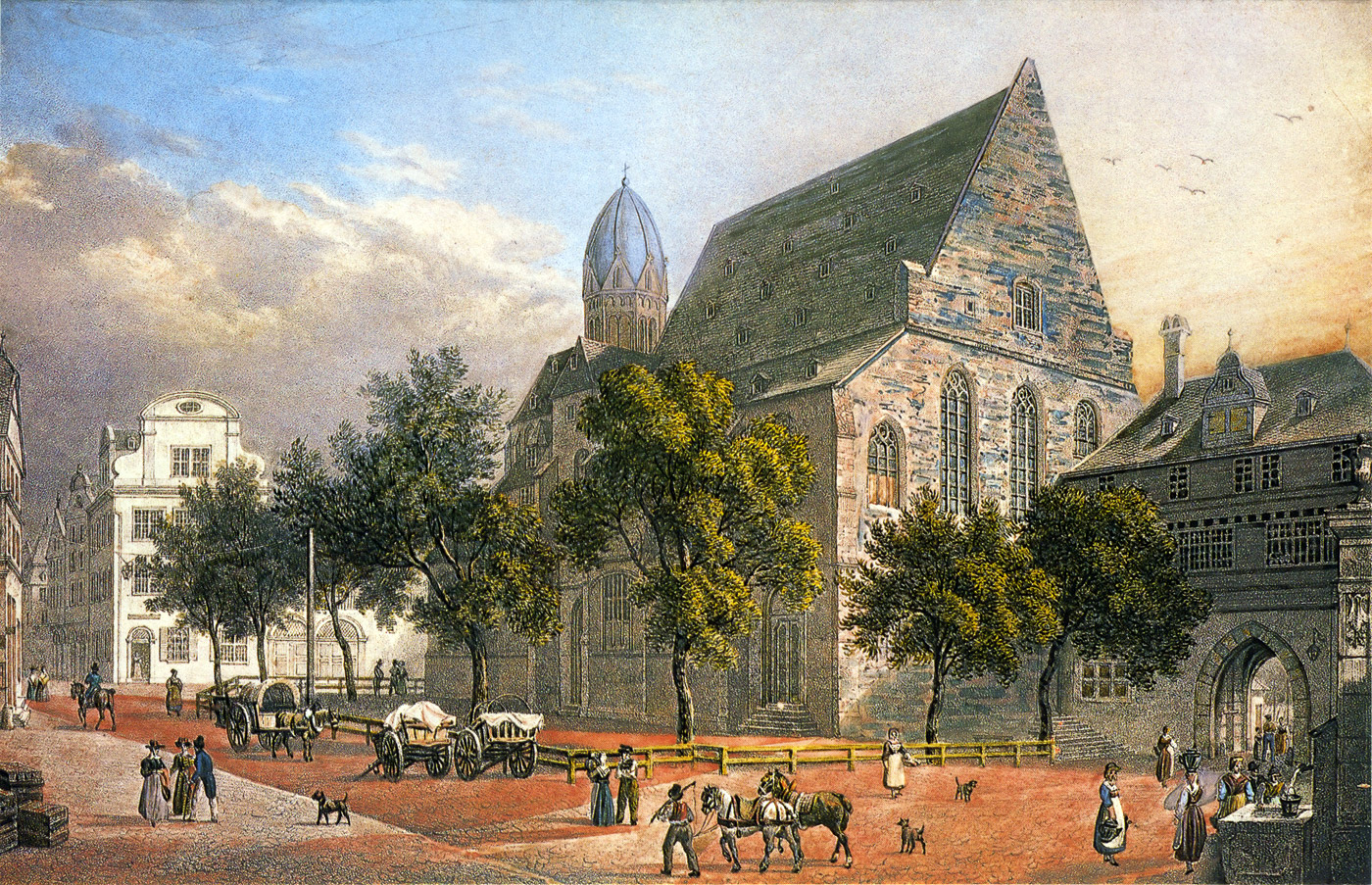
Leonhardskirche und -tor von der Stadtseite, 1835

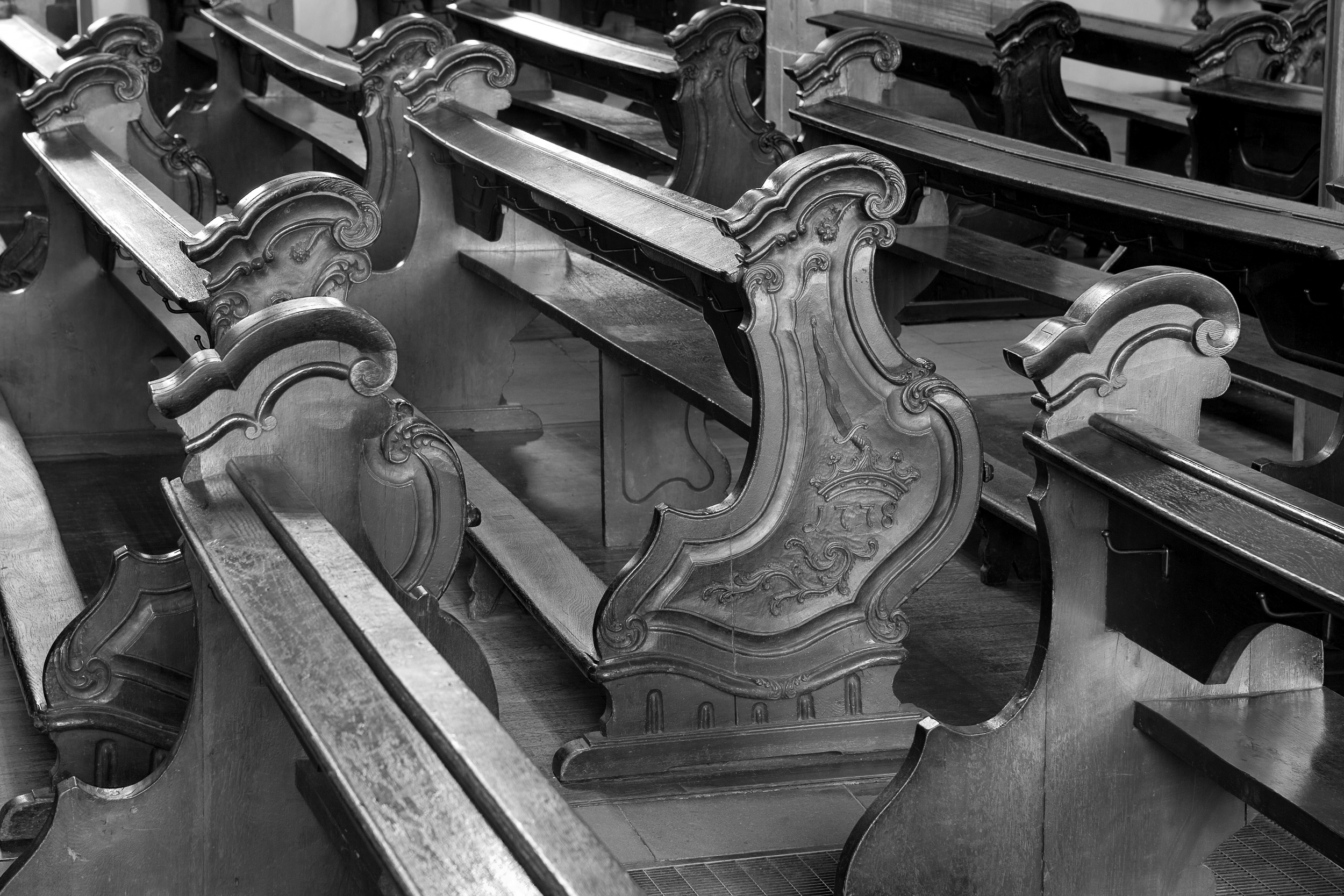
Rokoko-Gestühl, 1778, aus der ehemaligen Karmeliterkirche

Der Fürstprimas folgte dem Ansinnen der Bürger nicht, sondern beauftragte 1808 den Frankfurter Architekten Philipp Jakob Hoffmann mit Wiederherstellungsarbeiten an dem verwahrlosten und ausgeplünderten Gebäude in Auftrag. Dabei wurde unter anderem der Fußboden aus Hochwasserschutzgründen um 85 Zentimeter gegenüber dem ursprünglichen Niveau erhöht, was bis heute am scheinbar im Boden versunkenen romanischen Pilgerportal im nördlichen Seitenschiff am besten zu sehen ist. Bereits am 15. Januar 1809 konnte die für über 11.000 Gulden instand gesetzte Kirche vom letzten Dekan des Stifts Obermockstadt wieder geweiht werden. Die Ausstattung des Gotteshauses wurde in den folgenden Jahren durch Stücke aus anderen profanierten Klöstern und Kirchen der Stadt – vor allem barocke Arbeiten aus der Karmeliter- und Dominikanerkirche – sowie den 1813 von Dalberg persönlich gestifteten, klassizistischen Leonhardsaltar wieder erheblich bereichert.
1818 schrieb der Frankfurter Pfarrer und Historiker Anton Kirchner in seinem Werk Ansichten von Frankfurt am Main auch über die Leonhardskirche. Er gab der Nachwelt damit ein Zeugnis, wie gespalten der Zeitgeist über das Gebäude dachte:

„[…] Mit dem Inneren der Kirche haben sich in neuerer Zeit mancherlei Veränderungen zugetragen. Schon während des letzten Krieges, wo sie längere Zeit zum Lagerhause diente, sind viele gemalte Scheiben von Werth daraus verschwunden. Der Ueberrest wurde bei der jüngsten Wiederherstellung der Kirche in einige, dem Hochaltare gegenüberstehende Fenster eingesetzt. Der verstorbene Großherzog [Dalberg] hat […] das […] Altargemälde hierhergeschenkt und die Kirche von neuem weihen lassen.“

„Sind von den alten Verzierungen manche nicht mehr zu finden, so ist doch die kunstreiche Wölbung, deren hohle Bande sich in der Mitte zusammenfügen, um von einem freistehenden Schlussstein gehalten zu werden, noch immer vorhanden. Nur ist die Kirche von außen nichts weniger als Muster in irgend eine Bauart. Man hat an ihr Jahrhunderte lang gebessert, bald verschlechtert; und es sind Zusätze daran aus jedem Zeitalter.“

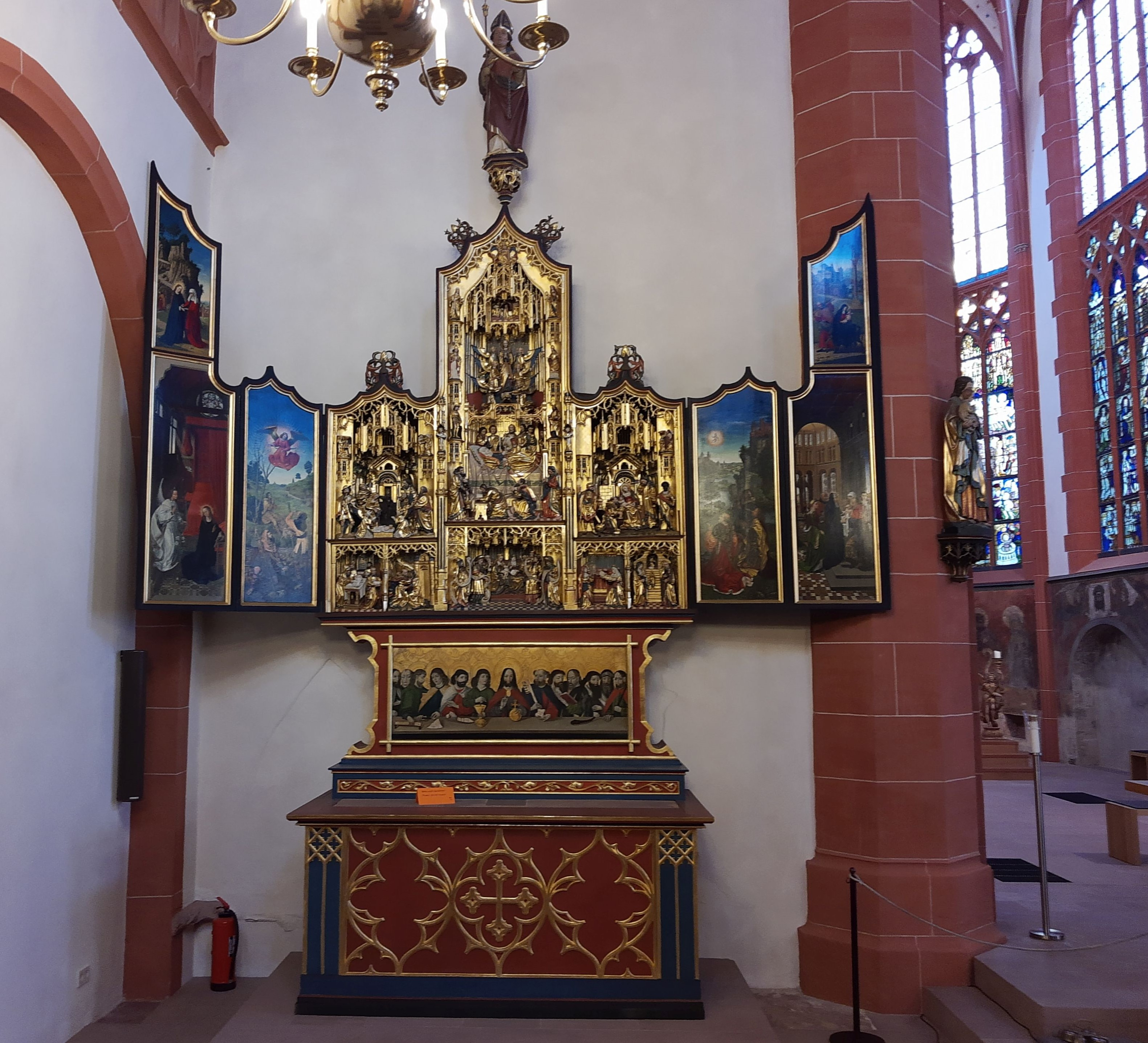
Gotischer Marienaltar, Antwerpen (Mittelteil), um 1480; 1890 erworben; Flügelinnenseiten: mit Kopien von Werken van der Weydens

Trotz der 1809 getroffenen Maßnahmen kam es im Winter 1845 zu einer erneuten Überschwemmung des Kircheninneren. Erst im Sommer 1851 erfolgte die Sanierung. Wenig später, in den Jahren 1854 und 1855 stifteten einige bedeutende Bürger der Stadt, darunter so namhafte wie Sophie Schlosser, Antonie Brentano oder ihre Schwägerin Bettina von Arnim einen Altar für die frisch restaurierte Kirche, dessen Mittelbild der bedeutende österreichische Künstler Edward von Steinle malte.
1881 begann eine erneute, vom Geist des Historismus bestimmte Innenrenovierung. Dabei ging jedoch weniger Substanz verloren als beim Wiederaufbau des Doms nach dem Brand von 1867. Am ehesten kritisch zu betrachten ist aus heutiger Sicht die damalige Übermalung vieler mittelalterlicher Wandmalereien. Neben einer neuen Orgel von 1867 und neuen Glocken der 1880er-Jahre, die eine Anzahl noch aus dem Mittelalter erhaltener ergänzten, erhielt die Kirche zwischen 1860 und 1892 schließlich durch Zukauf die drei Altäre, die noch bis heute im Hauptschiff bzw. im Chor zu sehen sind.

### Das 20. Jahrhundert und die Gegenwart (1900 bis heute)
Baulich änderte sich im 20. Jahrhundert zunächst nur wenig an St. Leonhard. Bis Mitte des 20. Jahrhunderts war innerhalb der Dompfarrei ein Direktor tätig, Kapläne an der Kirche waren unter anderen der spätere Limburger Bischof Karl Klein oder der Weihbischof Walther Kampe. 1939 wurde die Kirche zur Pfarrvikarie erhoben.

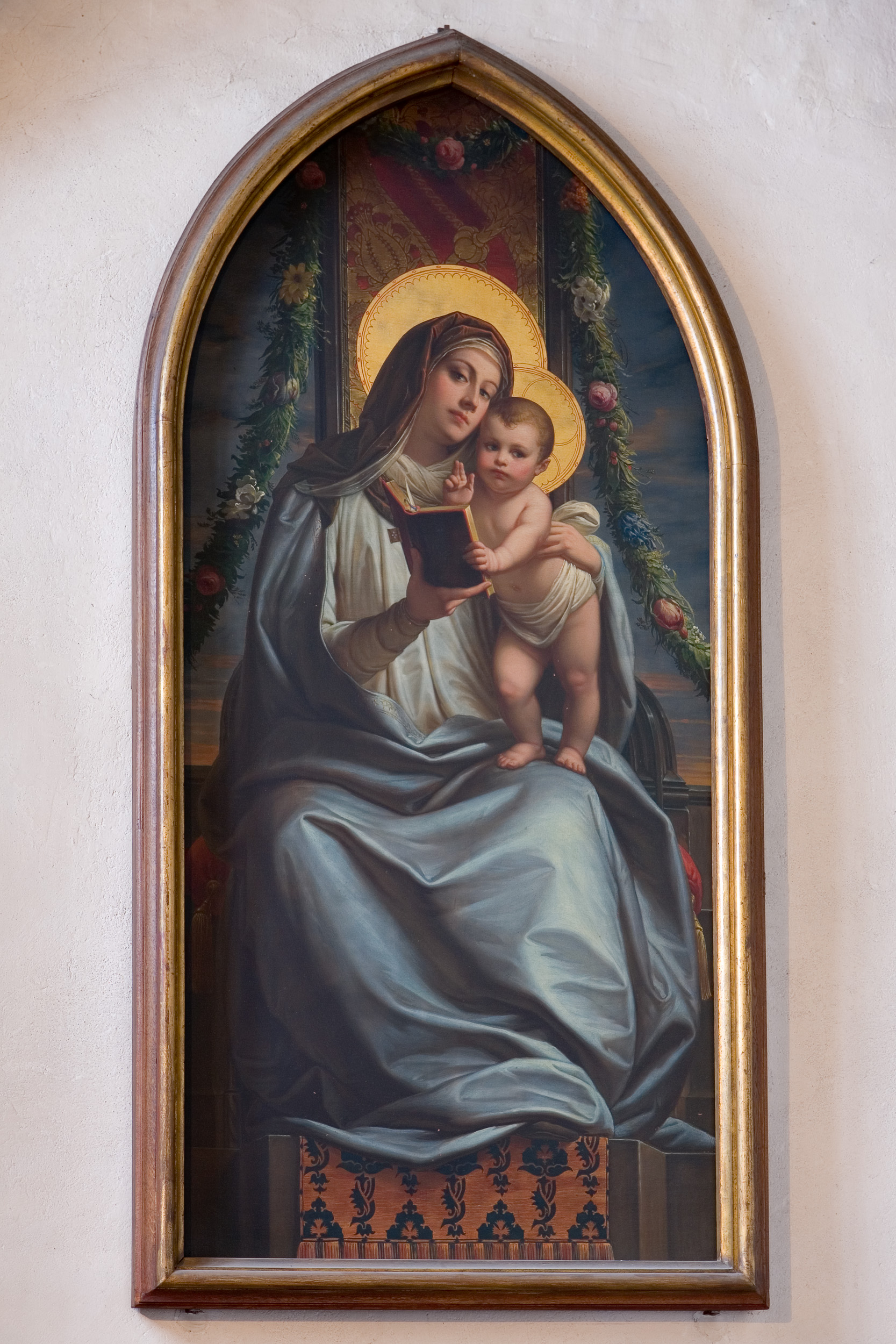
Mittelbild des Steinlealtars, 1854/55

Den Zweiten Weltkrieg überstand St. Leonhard als einzige Dotationskirche mit relativ geringeren Schäden. Auch bei den schweren Angriffen im März 1944, welche die historische Altstadt zerstörten, erhielt die Kirche keinen direkten Treffer durch Luftminen oder Sprengbomben. Der in Brand geratene Dachstuhl konnte von zwei Pfarrschwestern unter Einsatz ihres Lebens gelöscht werden, sodass nur Teile des Westgiebels zusammenbrachen. Seine Reste stürzten auf das südliche, 1698 aus den bekannten Gründen nur mit wenigen Rippen eingewölbte Schiff des Langhauses, das der Belastung nicht standhielt und die darunter liegende Orgel sowie den 1854/55 gestifteten Steinlealtar zertrümmerte. Das bedeutende Mittelbild konnte jedoch gerettet werden. Aus kunsthistorischer Sicht schwerer wog die Zerstörung der Dächer der beiden romanischen Apsidentürme, die noch aus dem 13. Jahrhundert stammten, sowie aller darin befindlichen Glocken, neben denen des 19. Jahrhunderts auch solcher des 14. und 15. Jahrhunderts.
Bereits 1946 waren die Schäden am Außenbau wieder behoben. Gemessen am Gesamtzerstörungsgrad ist sie heute wohl das am besten erhaltene Bauwerk der Altstadt. Der Historiker Fried Lübbecke bezeichnete St. Leonhard als Zeitkapsel, das letzte verbliebene Gebäude, in dem Alt-Frankfurt noch lebendig sei.
1956 erhielt die Kirche neue, auf das Frankfurter Stadtgeläute abgestimmte Glocken, zwei Jahre später dann auch Ersatz für die im Krieg zerstörte Orgel. Anlässlich der 750-Jahr-Feier im August 1969 wurde der Innenraum zwischen 1960 und 1969 umfassend saniert, im Wesentlichen nahm man dabei die historistischen Übermalungen auf die erhaltenen Reste zurück. Nach dem Zweiten Vatikanischen Konzil kam es während der Arbeiten wie in allen katholischen Kirchen auch zu Änderungen an der Ausstattung. Wie schon früher geschah dies in St. Leonhard vergleichsweise maßvoll, der Hochchor erhielt einen modernen Tischaltar, wenige historistische Ausstattungsstücke wurden beseitigt oder zumindest aus der Kirche geschafft. Unverständlich vor dem Hintergrund, dass die Kirche Fürstprimas Karl Theodor von Dalberg wohl ihre Existenz verdankt, ist dagegen der erst 1984 erfolgte Abbruch des von ihm gestifteten klassizistischen Leonhardsaltars. Die Fragmente sind heute an der Nordwand des Leonhardschors zu sehen. Nach der Fertigstellung einer modernen Verglasung konnte Ende 2005 mit umfangreichen Sanierungsarbeiten begonnen werden, während dieser Arbeiten, die zuerst vor allem den Außenbereich betrafen, konnte die Kirche bis 2010 weiterhin genutzt werden.
Seit 2011 werden die unter dem Boden der Kirche befindlichen Schichten – im Zuge der Innenrenovierung und dem Einbau einer Fußbodenheizung bis 2012 – gründlich untersucht und entfernt, teilweise restauriert und sollen anschließend möglichst in der Kirche oder auch anderswo zur Anschauung aufgestellt werden. Als Abschluss der Arbeiten wurde das Jahr 2017 angestrebt, jedoch ergaben sich während der Arbeiten massive Probleme. Beim Bau einer Bodenplatte aus Beton, die ein Absinken des Gebäudes in den zum Teil recht weichen Untergrund (bestehend aus Lehm und Ablagerungen des Flusses) verhindern soll, entstanden Risse in den Mauern und eine teilweise Absenkung der Nordkirche gegenüber dem Rest des Gebäudes.
Der Wiedereröffnungstermin war der 18. August 2019. Georg Bätzing, der Bischof von Limburg, hat in einem Gottesdienst zum 800. Geburtstag der Kirche diese wieder der Gemeinde übergeben und den neuen Altar geweiht.

## Geistliches Leben
Seit 1995 ist Sankt Leonhard eine Filialkirche der Frankfurter Dompfarrei. Zudem dient sie als Pfarrkirche der englischsprachigen Gemeinde in Frankfurt.
Seit Beginn der ursprünglich für eine Dauer von 18 Monaten vorgesehene Restaurierung des Innenraumes der St. Leonhardskirche finden die Gottesdienste der englischsprachigen Gemeinde seit dem 7. Mai 2011 in der Heilig-Kreuz-Kirche des Zentrums für christliche Meditation und Spiritualität des Bistums Limburg in Frankfurt-Bornheim statt. Diese bleibt auch nach Ende der Arbeiten in St. Leonhard in der Heilig-Kreuz-Kirche beheimatet. Seit dem 14. September 2019 findet jedoch wieder jeden Samstag um 18 Uhr eine Vorabendmesse in englischer Sprache in St. Leonhard statt.
Die seit Mitte der 1990er-Jahre wöchentlich stattfindende tridentinische Messe (seit dem Sommer 2007 sonntags um 18 Uhr) in St. Leonhard wurde im Zuge der Arbeiten in die Deutschordenskirche verlegt.

## Architektur

### Äußeres

#### Die romanische Basilika

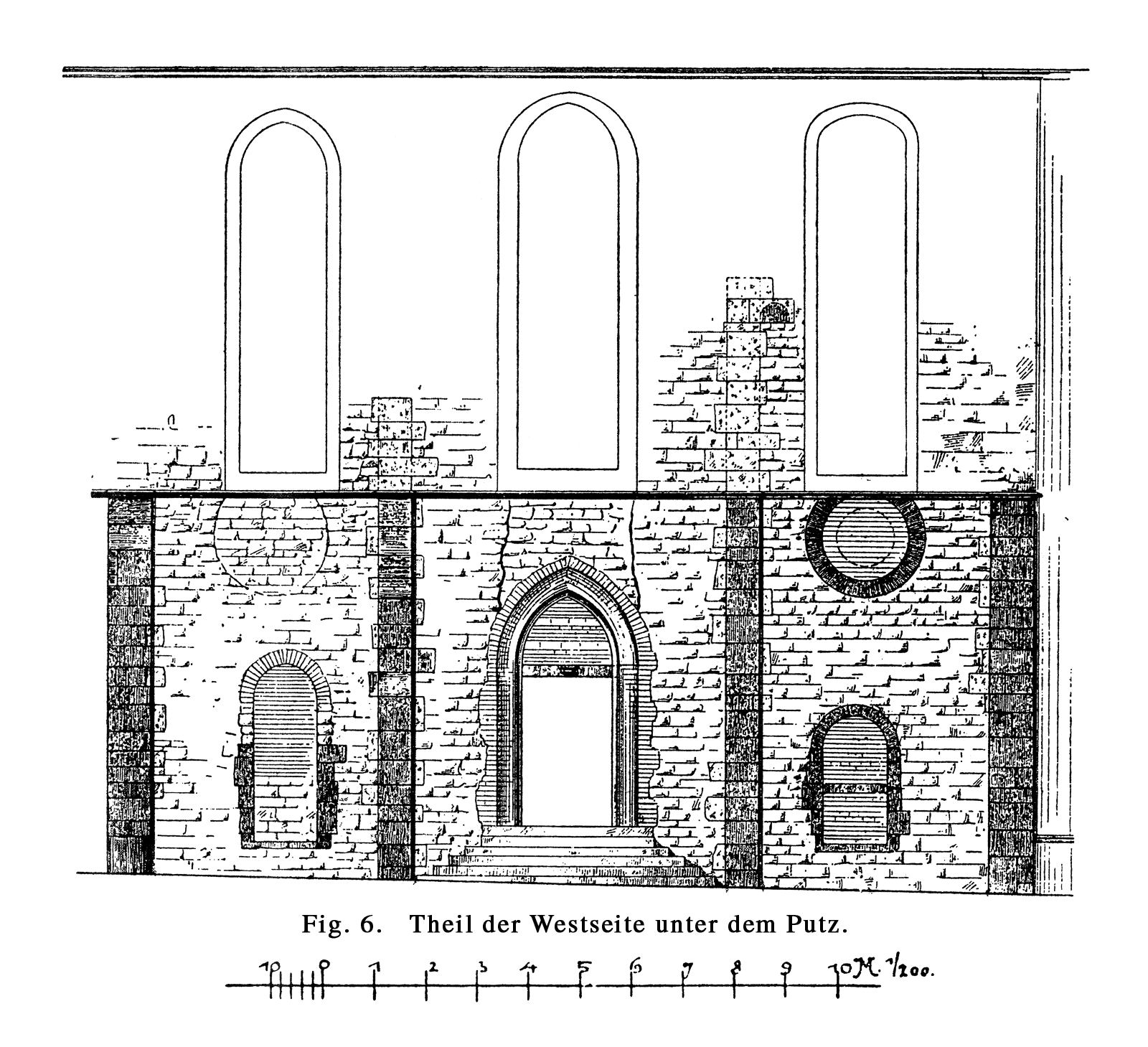
Westseite unter dem Putz

Der spätromanische Ursprungsbau bestand aus einer 25 Meter langen und 16 Meter breiten dreischiffigen Emporenbasilika mit zwei rund 30 Meter hohen Apsidentürmen seitlich des damals wohl rechteckigen Hauptchores. Während man die massiven Mauern weitestgehend aus Bruchsteinen errichtete, wurde für nahezu alle bildhauerisch gestalteten Elemente roter Mainsandstein verwendet.

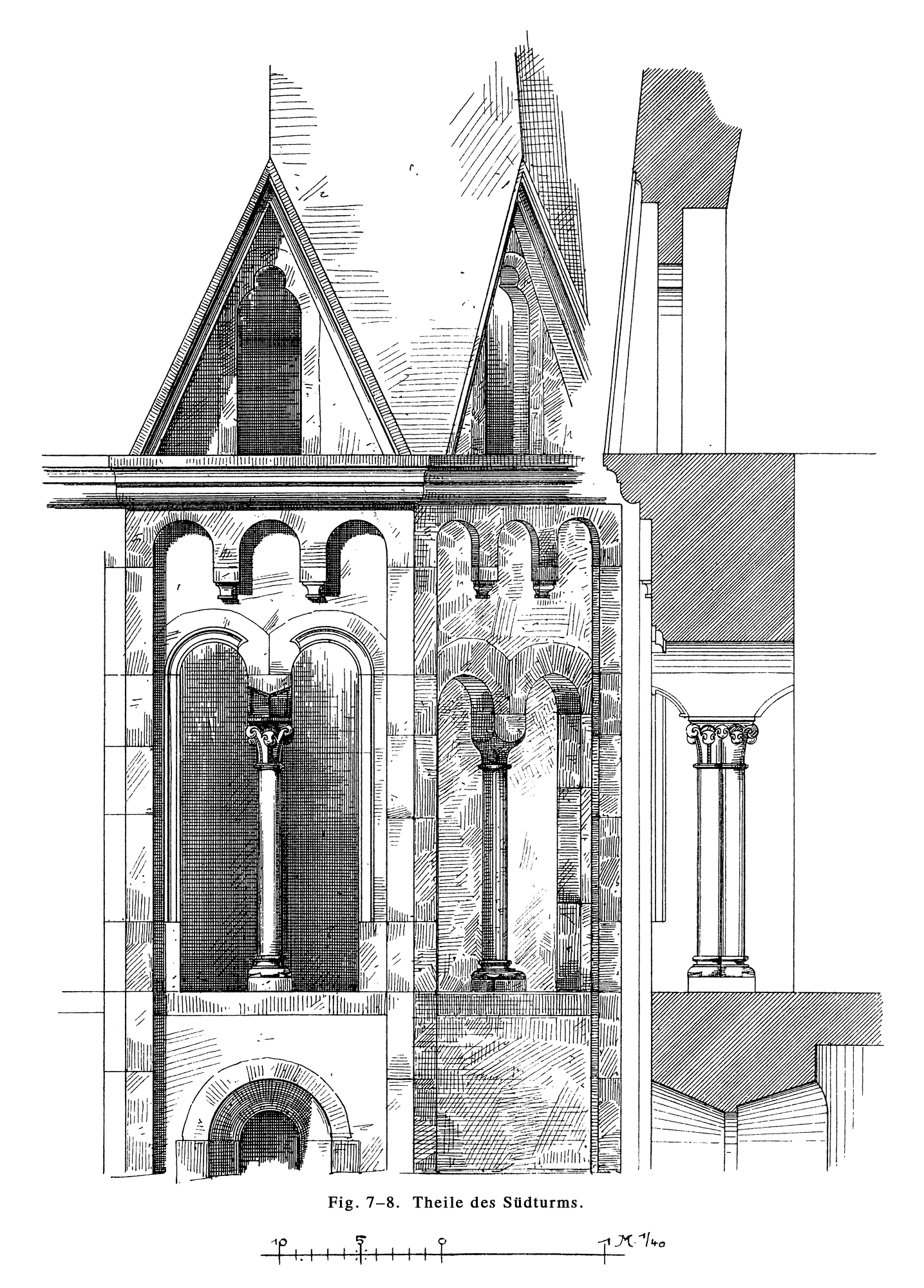
Details des Südturms

Am Außenbau hat sich von der romanischen Substanz, abgesehen von den bis heute kaum veränderten Türmen, nur die Lisenengliederung der unteren Hälfte der Westseite erhalten. Hier gab es neben den zwei im Inneren der Kirche bis heute verbliebenen Portalen neben rundbogigen Fenstern wohl auch noch einen dritten Eingang, wie Untersuchungen der unter dem Verputz liegenden Architekturteile bereits Ende des 19. Jahrhunderts gezeigt haben.
Die beiden Türme von St. Leonhard sind im Erdgeschoss rund, werden im weiteren Verlauf dann aber achteckig und waren ursprünglich über Rundbögen als Seitenchöre zu der Kirche hin offen. Auch dies konnte man im späten 19. Jahrhundert durch Befunde unter dem Putz nachweisen. Nach urkundlichen Nachrichten des Leonhardsstifts beherbergte ein jeder Turm auch eigene Altäre, die aber schon 1508 abgebrochen wurden. Die vier Obergeschosse der Türme sind in der äußeren Gliederung zu zweien zusammengefasst, und wie das unterste Geschoss mit Lisenen und Bogenfriesen versehen, die Fenster haben rundbogige Profile. Einzig im obersten Geschoss finden sich gekuppelte Fenster, die typischen Mittelsäulchen zeigen in ihren Kapitellen einfache Ornamentik. Die Türme werden von achteckigen Giebelhelmen bekrönt, deren kleine Fenster Kleeblattbogenprofile aufweisen. In ihrer Form stellen die Helme ein Zitat der Jerusalemer Grabeskirche dar. Dem Vorbild sind diese allerdings schon im 19. Jahrhundert verloren gegangen. Auf der nördlichen Spitze befindet sich ein Reichsadler, auf der südlichen ein Kreuz.

#### Die gotische Erweiterung

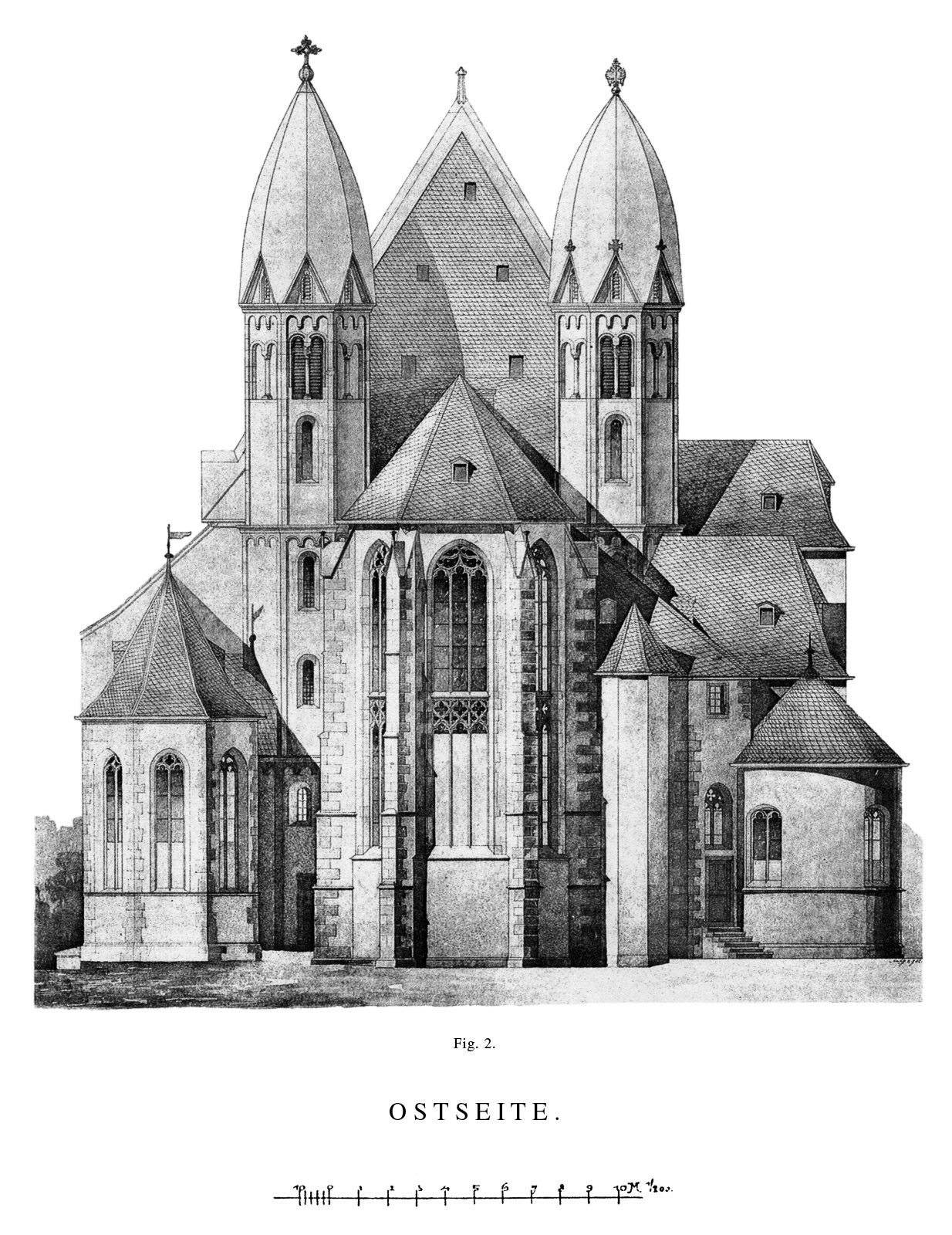
Aufmaß der Ostseite

Äußerlich veränderte die gotische Erweiterung der Jahre 1425 bis 1523 relativ wenig von der ursprünglichen Substanz. Der 1434 fertiggestellte Chor schiebt sich im Osten weit über die romanischen Apsidentürme hinaus. Das übrige 15. Jahrhundert beschränkte sich darauf, dem Chor an der Nordseite die nicht öffentlich zugängliche Sakristei sowie das daran anschließende, 1453 geweihte und nach seinem Stifter Hans Bromm genannte Brommenchörlein anzubauen. Um 1600 mag der Treppenturm an der Außenseite der Sakristei entstanden sein. Die vorgenannten drei Anbauten sind gut von der Alten Mainzer Gasse aus zu erkennen.

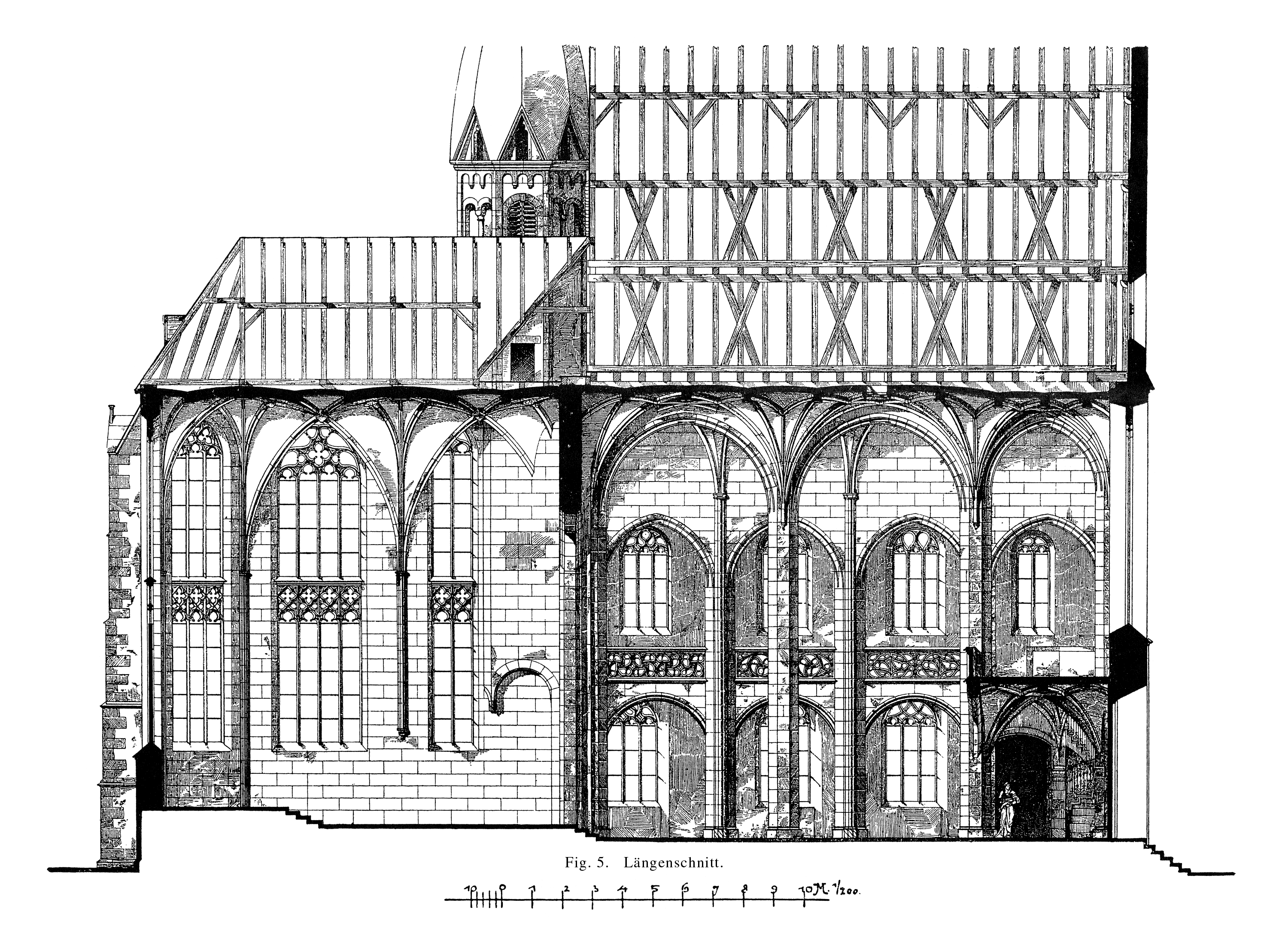
Längenschnitt

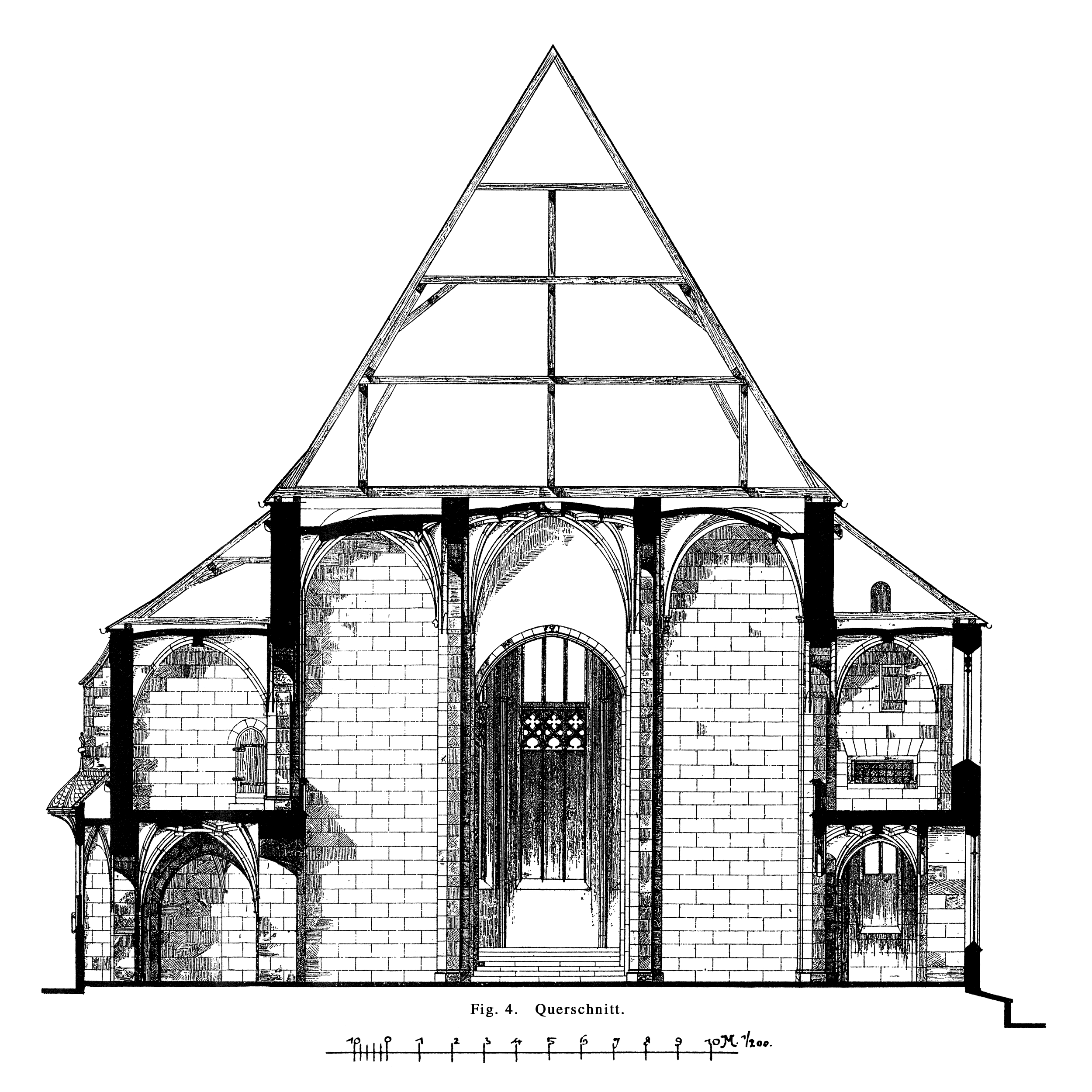
Querschnitt

Das bis heute nahezu unveränderte Erscheinungsbild brachte dann im frühen 16. Jahrhundert der Umbau des Hauptschiffs sowie der Anbau von zwei Seitenschiffen und schließlich je einer Kapelle an ihren östlichen Enden. Als Baumeister kommen historisch wie stilistisch sowohl Hans von Bingen als auch der der Meisenheimer Schule zuzurechnende Philipp von Gmünd in Frage. Beide waren in den zwei ersten Jahrzehnten des 16. Jahrhunderts in Frankfurt tätig, der einzige noch existierende urkundliche Nachweis aus dieser Zeit ist ein Streit mit erstgenannten Baumeister um eine misslungene Fundamentierung.
Ursprünglich war das Gebäude auch von der Süd- sowie der Westseite durch Portale aus der gotischen Bauperiode zugänglich, die jedoch aus Hochwasserschutzgründen Anfang des 19. Jahrhunderts auf der Innenseite vermauert wurden. Der Südseite blendete man nach dem Abriss der zur Stadtbefestigung gehörenden Mainmauer 1809 aus demselben Grund eine Futtermauer vor. Zeitgleich wurde auch der Fußboden der Kirche um fast einen Meter erhöht, ein Umstand, der bis heute die Proportionen im Inneren der Kirche stört. Über dem Westportal ist eine um 1395 datierte Kopie einer Sandsteinmadonna zu sehen, das Original befindet sich im Historischen Museum. Sie ist eine der ältesten und besterhaltenen Madonnen in Frankfurt und zudem der früheste Beleg für das Auftreten des weichen Stils in der Plastik der Stadt.
Die Straßenseite des nördlichen Seitenschiffs ist ebenfalls erst im 19. Jahrhundert in den heute zu sehenden Zustand versetzt worden. Bei Betrachtung der Außenseite fällt schnell ins Auge, dass zwei ursprünglich hier befindliche Rundbögen später vermauert worden sind, das Seitenschiff war früher also eine offene Vorhalle. In der Mitte dieser einstigen Arkaden ist über der Kopie einer Figur des hl. Leonhard aus dem 16. Jahrhundert der Rest einer Außenkanzel zu erkennen. Diese war früher über einen Gang von der nördlichen Empore aus zugänglich. Von ihr wurden nicht nur Predigten gehalten, sondern angeblich auch städtische Privilegien wie zum Beispiel die Goldene Bulle verlesen. Das Volk konnte dabei im nördlich der Kirche gelegenen Kirchhof Platz nehmen, der zwar schon um 1800 abgeholzt wurde, aber erst im späten 19. Jahrhundert endgültig verschwand. Heute erinnern nur noch einige Bäume und der große, unbebaute Platz vor dem Gebäude daran.

### Inneres

#### Romanik

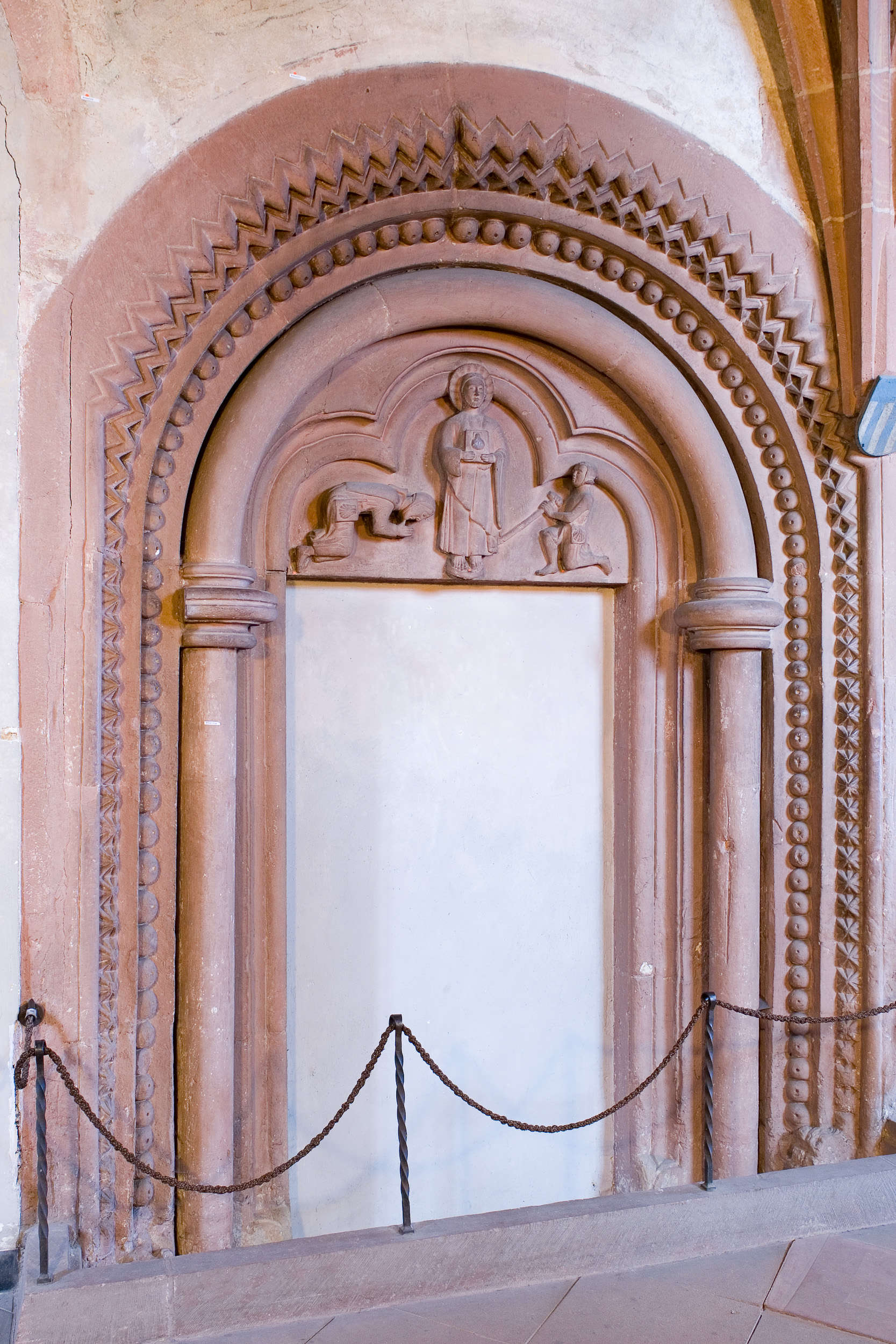
Zugemauertes Pilgerportal

Aus der romanischen Periode sind im Inneren zwei Portale mit figural ausgestalteten Tympana erhalten, die wegen der gotischen Anbauten nun innerhalb des nördlichen Seitenschiffs liegen: im Westen befindet sich das ursprüngliche Hauptportal mit einer Darstellung der beiden Patrone, wegen der Inschrift auch als Engelbertusportal bezeichnet. Kapitelle und Wulste sind mit Blattwerk von sehr hoher Qualität geschmückt, das allerdings nur zu einem geringen Teil fertiggestellt wurde. Die darunter befindlichen Säulen sind sichtbar in spätgotischer Zeit vollständig ausgetauscht worden. Die bildliche Darstellung zeigt als Mittelfigur Christus, ein aufgeschlagenes Buch haltend, in dem die Worte Pax vobis geschrieben stehen. Daneben befinden sich Maria und Petrus sowie kniend Johannes und Georg, bezeichnet werden sie auch durch eine im Halbkreis laufende Inschrift: s. Johanes. e. Maria + Jesvs Naz. + s. Petrvs. + s. Goervs.
Im unteren Bereich nennt eine Inschrift mit Engelbertvs f(ecit) möglicherweise den verantwortlichen Steinmetzmeister. Da sich seine Tätigkeit vor Beginn der städtischen Selbstverwaltung erstreckt, haben sich darüber keinerlei schriftliche Zeugnisse, und auch andernorts keine weiteren Werke erhalten. Dennoch erhielt Engelbertus Ende des 19. Jahrhunderts beim Rathausneubau eine Phantasiestatue im sogenannten Kapellchen des Ratskellers. Dies ist aus heutiger Sicht ebenso haltlos wie Versuche, Engelbertus gar den Status des Baumeisters der ganzen Kirche zuzuschreiben. Neuere Literatur vermutet hinter der Inschrift Engelbertvs f(ieri fecit), in seiner Person also eher einen Stifter als einen Künstler, war das Signieren von Werkstücken zumindest in dieser Art in der Romanik doch eher ungewöhnlich.
Der künstlerischen Handschrift nach hat derselbe Steinmetz aber auch das kleinere, östlich in Turmrichtung anschließende und heute zugemauerte Pilgerportal ausgeführt. Sein mit einem Kleeblattbogen geschlossenes Tympanon stellt, auch hier in einer sehr reinen romanischen Bildsprache, den stehenden heiligen Jakobus mit der Pilgermuschel und zwei ihn verehrende Pilger dar. Die Gewände und der Bogen des Portals zeigen Zickzack-, Nagelkopf- und Perlbänder. Im unteren Bereich, der weit unter dem Niveau des gotischen Bodens liegt, und somit nur schwer zu erkennen ist, laufen die Gewände im Westen in einem Fratzenkopf, im Osten in einem stilisierten Akanthusblatt aus. Die Kapitelle der inneren Säulen zeigen einfache Ringe, dazwischen spannt sich ein Wulst ohne jegliches Ornament.
Aus der Romanik hat sich im Inneren der Kirche ansonsten nur noch ein kleines Rundbogenfenster mit schrägen Gewänden erhalten. Da es sich in der Nordwand des Chores befindet und zur Sakristei hin vermauert ist, ist es jedoch praktisch nie für die Öffentlichkeit zu sehen.

#### Gotik

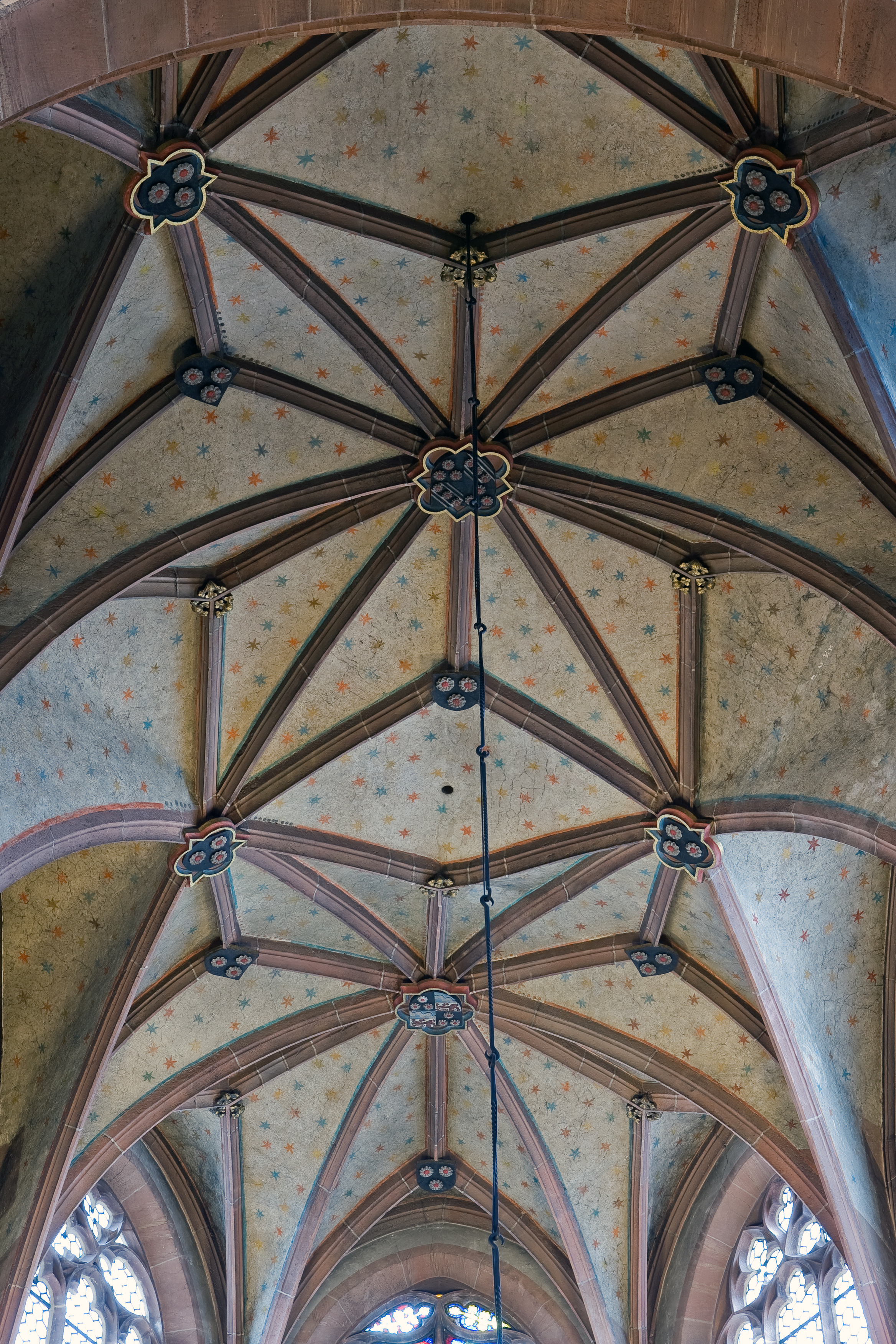
Gewölbe des Hochchors

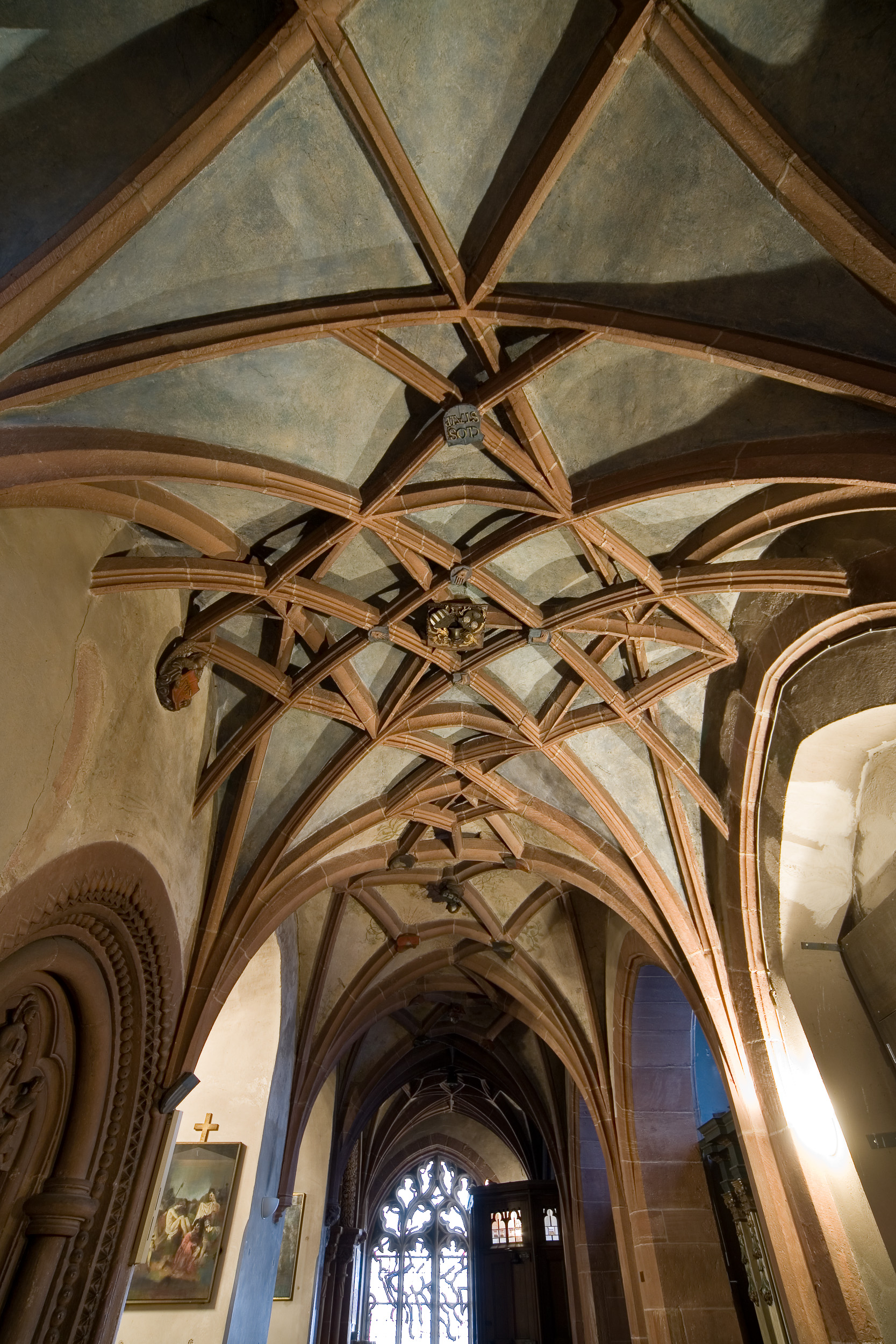
Gewölbe im nordöstlichen Seitenschiff

Der zwei Joch tiefe Chor mit 3/6-Schluss wurde wohl zum größten Teil noch unter der baulichen Leitung, sicher aber nach einem Entwurf des 1430 gestorbenen Madern Gerthener fertiggestellt, die Weihe erfolgte am 22. August 1434. Er ist mit einem reichen Sterngewölbe überdeckt, das in seinen Schlusssteinen mehrfach das Wappen der bedeutenden Frankfurter Patrizier-Familie Holzhausen zeigt. Erhellt wird der Chor über fünf große, in der Mitte mit einem Maßwerkfries geteilte Fenster mit Fischblasenornamentik, die im Chorschluss drei-, auf der Südseite vier- und zweibahnig sind. Die ebenfalls spätgotischen Sakristeien und der Treppenturm nördlich des Chores sind heute nicht mehr öffentlich zugänglich.
Die drei Hallenschiffe des Langhauses haben drei Joche, ebenso wie im Chor kamen im mittleren und nördlichen Schiff auf 1518 datierte Sterngewölbe zur Ausführung, während das südliche mit einfachen dreieckigen Kreuzgewölben ohne Rippen überdeckt ist. Die Schiffe werden von achteckigen Pfeilern getrennt, die beiden Seitenschiffe sind über einfache Rundbögen angebunden. Oberhalb der Bögen befindet sich auf der zum Hauptschiff gewandten Seite ein schön gearbeiteter, umlaufender Fries mit Fischblasenmaßwerk, der gleichzeitig als Brüstung der darüber liegenden Emporen dient. Die Fenster in der Süd-, West- und Nordwand sind in zwei übereinander laufenden Bahnen angeordnet und von verschiedener Größe, die einzige Gemeinsamkeit ist auch hier die Fischblasenornamentik.
Geradezu einem Musterbuch mittelalterlicher Kirchengewölbe erscheinen die zwischen 1507 und 1520 errichteten Seitenschiffe mit je vier Jochen entnommen, bedenkt man die Vielfalt der hier zu sehenden Deckenabschlüsse. Ihre Schlusssteine und Knoten sind vielfach mit Wappen der als Stifter aufgetretenen Frankfurter Familien geschmückt, so finden sich unter anderem die Familien Holzhausen, Lichtenstein, Bromm, Glauburg, Rohrbach, Melem, Weiß von Limpurg, Frosch, Völcker, Knoblauch, Hynsperg und Ergersheim.
Eine Besonderheit ist das Gewölbe im nordöstlichen Seitenschiff, wo zwei Rippensysteme übereinander angeordnet sind. In ihren Ansätzen befinden sich die Gewölberippen zudem frei im Raum. Wie schon mit seinem Stammhaus, dem prächtigsten Profanbau der Gotik in Frankfurt, wollte der Stifter, Claus Stalburg, neben seiner Frömmigkeit hier auch seinen enormen Reichtum zum Ausdruck bringen. Auf ihn weist neben dem Familienwappen mit drei Muscheln ein weiteres Wappen im Gewölbescheitel mit der Aufschrift Clos Stalp, auf die Entstehung eines mit der Jahreszahl 1507 hin.

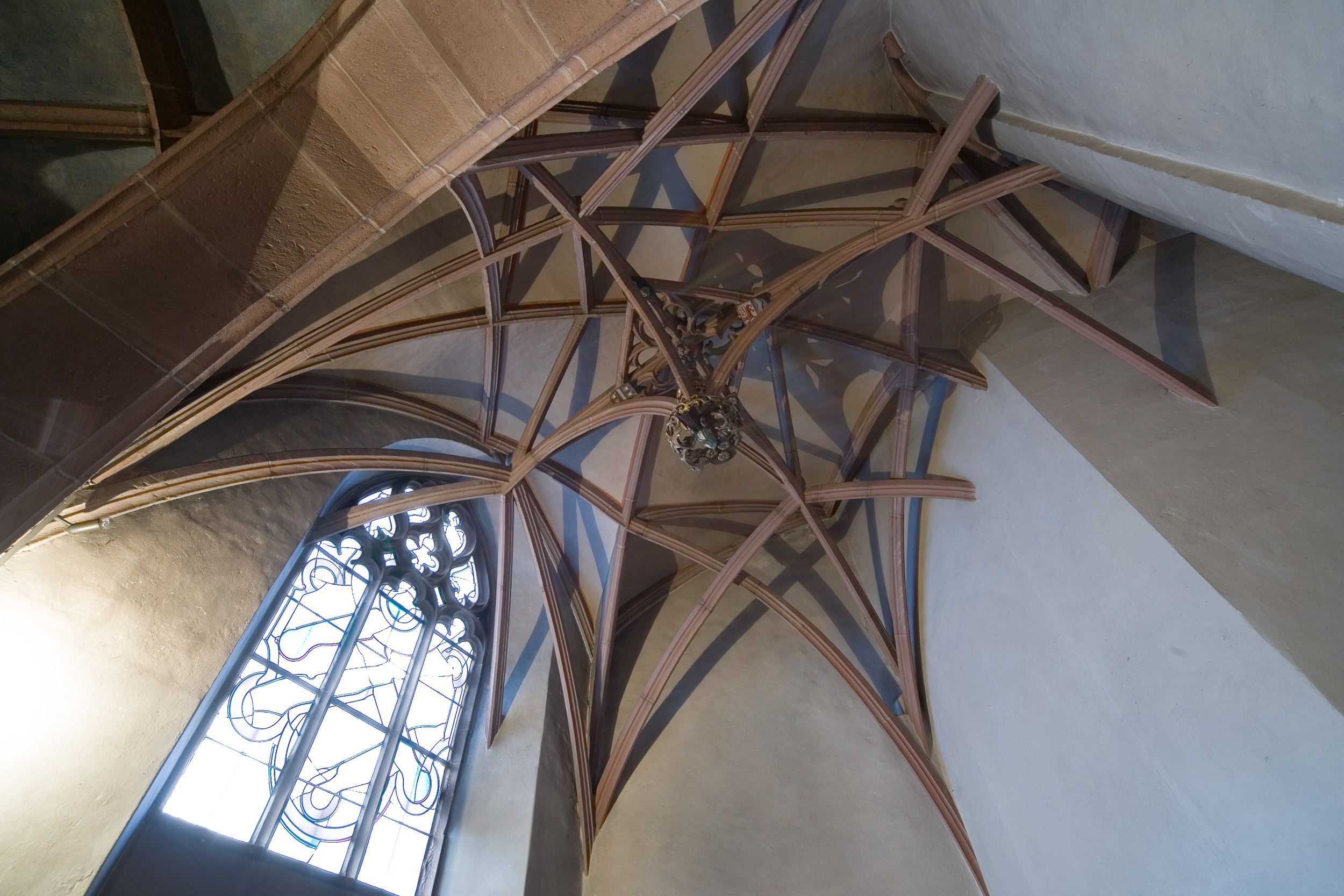
Hängendes Gewölbe der Salvatorkapelle

Zwischen 1508 und 1515 wurde am Ende des nördlichen Seitenschiffes, direkt am Nordturm, eine Salvatorkapelle vom Architekten Hans Baltz von Mertenstein eingefügt. Wegen des hängenden Gewölbes, das aus frei sich im Raum kreuzenden Bogenrippen aus Sandstein besteht, zählte das sogenannte Salvatorchörlein schon ab dem 17. Jahrhundert zu den Sehenswürdigkeiten der Stadt Frankfurt.
Der Typus des hängenden Gewölbes ist allerdings schon seit Mitte des 14. Jahrhunderts bekannt, als direktes Vorbild hat vermutlich das in der Grabkapelle der Schlosskirche in Meisenheim gedient, ein Werk des 1505/10 in Frankfurt tätigen Philipp von Gmünd. Die farbig gefassten Figuren, ein Christus an der Geißelsäule, ein darüber im Maßwerk thronender Gottvater und das tropfenförmig hängende abschließende Wappen der bekannten Frankfurter Familie Holzhausen sind ebenfalls ein Meisterwerk der Steinmetztechnik in Buntsandstein.
Wann die Leonhardskapelle, auch Leonhardschor, am Ende des südlichen Seitenschiffes errichtet wurde, ist heute nicht mehr genau feststellbar. Dendrochronologischen Untersuchungen des Dachstuhls nach wurde sein Holz um 1518 geschlagen, das Sterngewölbe darunter den Schlusssteinen nach 1520 eingewölbt. Die Kapelle ist von der Grundform her rechteckig und besitzt im Osten einen 3/8-Schluss. Die hier befindlichen drei zweibahnigen Fenster haben ebenso wie ein dreibahniges im Süden wieder Fischblasenmaßwerk.

## Ausstattung

### Altäre

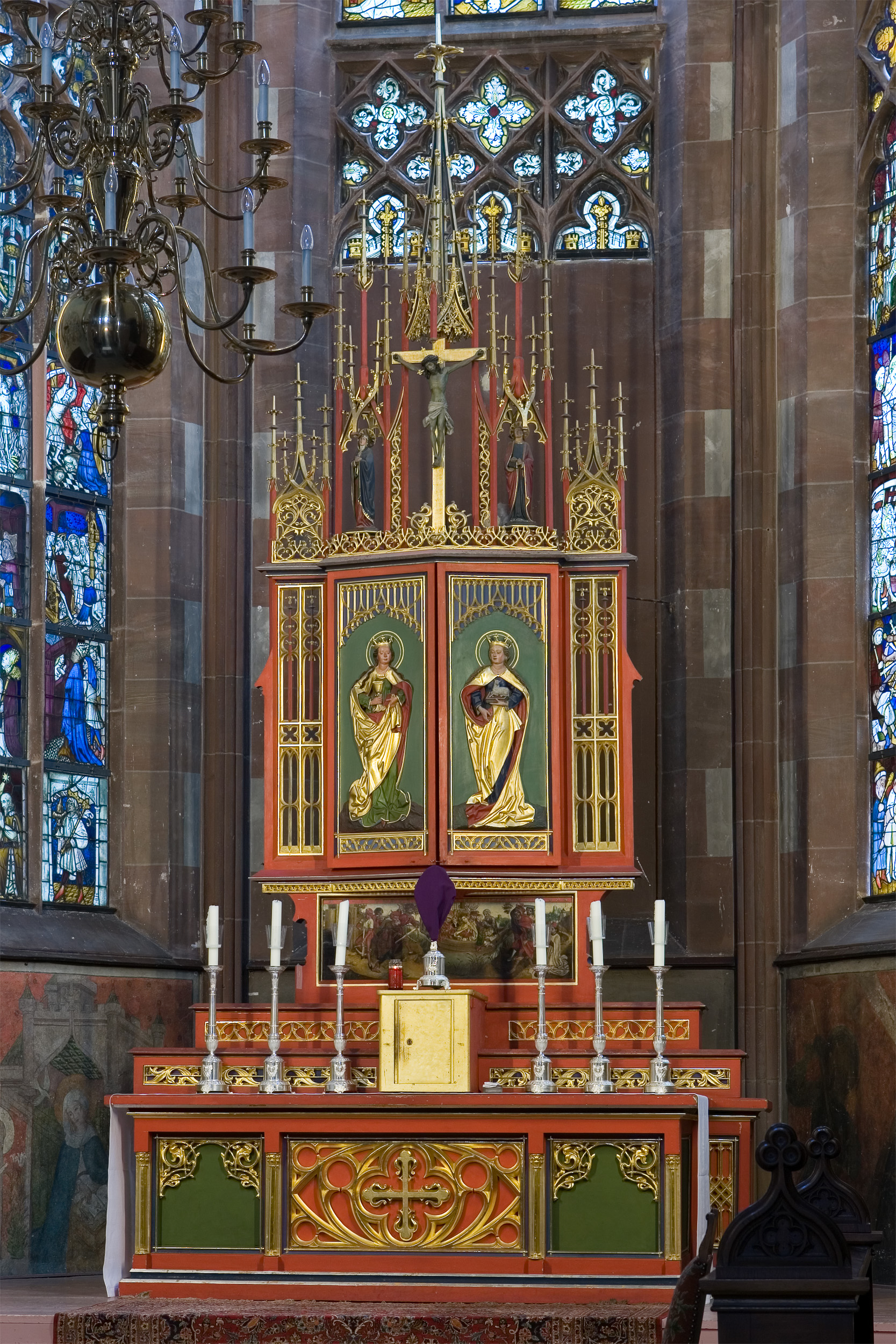
Hochaltar

Gegenwärtig befinden sich in der Leonhardskirche drei Altäre sowie die Fragmente von zwei weiteren. Die Fragmente stammen von Altären des 19. Jahrhunderts und sind zugleich die einzigen, die explizit für die Kirche geschaffen wurden. Beim Hochaltar sowie den beiden im südlichen bzw. nördlichen Mittelschiff zu sehenden handelt es sich größtenteils um Kunstwerke des späten Mittelalters aus Süddeutschland. Vom vorrevolutionären Bestand hat sich nichts erhalten, obwohl eine Inventarliste von 1807 noch insgesamt 12 Altäre nannte. Auch die klassizistischen, in Inventarlisten als Mahagonialtäre bezeichneten Ausstattungsstücke aus der Zeit der Wiederherstellung unter Dalberg sind bis auf den vom Fürstprimas selbst gestifteten nicht mehr vorhanden.
Der Hochaltar kam Ende der 1850er-Jahre ebenso wie der damals neu gefertigte Steinlealtar als Stiftung in die Kirche und wurde 1866 an seinen heutigen Platz versetzt. Hier hatte zuvor seit Anfang des 19. Jahrhunderts der klassizistische Leonhardsaltar von Dalberg gestanden. Der Mittelschrein mit Figuren der Heiligen Ulrich, Rupert von Salzburg, Valentin von Terni sowie Sebastian, Rochus, Barbara und Agnes ist eine schwäbische Arbeit von Anfang des 16. Jahrhunderts.
Ebenfalls aus dem schwäbischen Raum stammt das darunter befindliche Predellengemälde, das in die zweite Hälfte des 15. Jahrhunderts zu datieren ist. Eine erst 1969 vorgenommene Restaurierung, die starke Übermalungen beseitigte, offenbarte seine herausragende Qualität. Das sichtbar beschnittene Bild zeigt in mehreren Szenen das Martyrium der heiligen Ursula von Köln. Der Rest des Altars sind neugotische Arbeiten des 19. Jahrhunderts, abgesehen von der bekrönenden Kreuzigungsszene. Die drei Figuren sind vermutlich der einzige Überrest eines 1523 genannten Lettneraltars. Die hier zu sehende Vereinigung von Einzelstücken verschiedener Provenienz mit historisierenden Ergänzungen macht den Altar zu einem guten Beispiel für das Kunstverständnis des 19. Jahrhunderts.
Im nördlichen Hauptschiff steht seit 1890 der Marienaltar (Bild oben unter Geschichte 19. Jahrhundert), den der damalige Stadtpfarrer Münzenberger im Kunsthandel für die Kirche erworben hatte. Der geschnitzte Mittelschrein ist ein flämisches, um 1480 zu datierendes Kunstwerk aus dem Raum Antwerpen. In meisterhaft geschnitzten Miniaturen, alleine über 80 figürlichen Darstellungen, ist hier der Lebensweg Marias dargestellt. Von unten nach oben zu sehen sind: Joachims Opfer, die Begegnung unter der Goldenen Pforte, die heilige Sippe mit Propheten, Mariä Geburt, Mariä Tempelgang, die Anbetung der Hirten, die Anbetung der Könige, der Marientod, Mariä Himmelfahrt und schließlich die Marienkrönung.

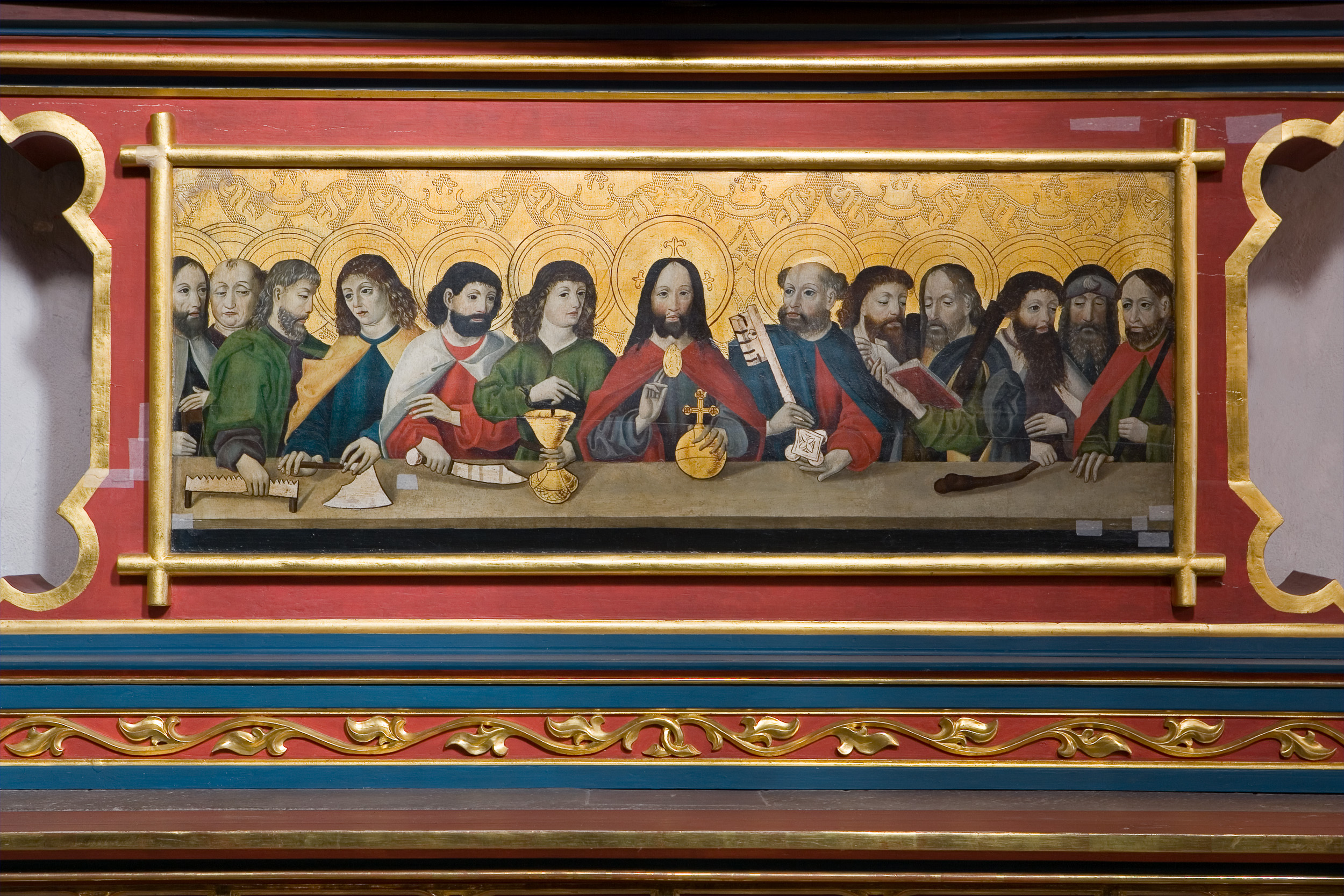
Predellengemälde des Marienaltars

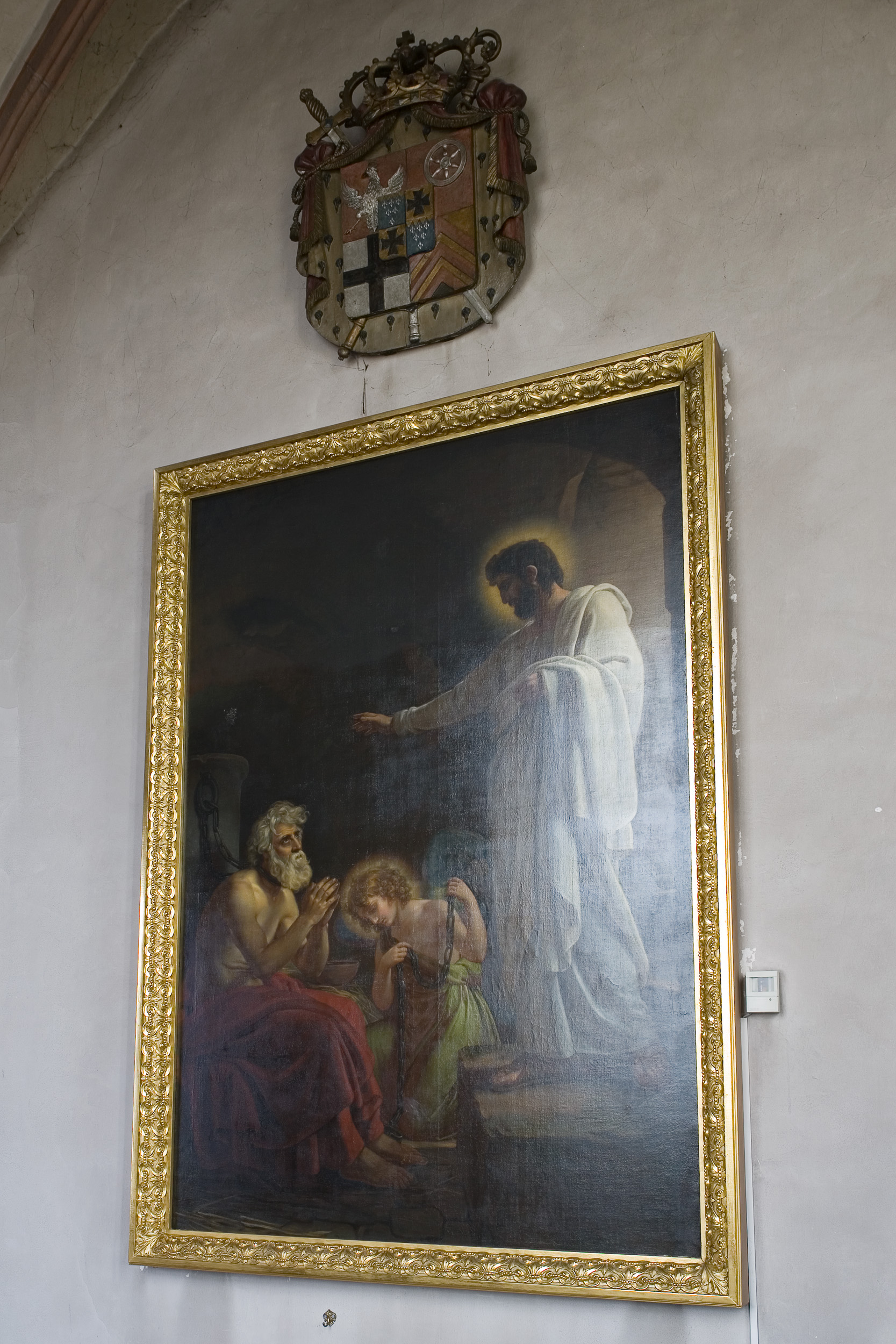
Mittelbild des Leonhardsaltars, 1813 von Karl Theodor von Dalberg gestiftet

Historistische, aber ebenfalls sehr qualitative Hinzufügungen aus den 1880er-Jahren sind dagegen die von Friedrich Stummel gemalten, nach Rogier van der Weyden inspirierten Flügelinnenseiten, abermals mit Szenen aus dem Leben Mariä. Nahezu eins zu eins Kopien sind die Darstellungen aus dem Columba-Altar: Auf der linken Tafel ist die Verkündigung Mariens (Lk 1,26–38 EU) zu sehen. Sie findet in einem prächtigen Schlafzimmer statt. Der Engel grüßt Maria, der heilige Geist schwebt als Taube symbolisiert durchs Fenster, und auf dem Boden stehen Lilien als Zeichen der Jungfräulichkeit. Der rechte Flügel zeigt die Darbringung im Tempel am 40. Tag nach der Geburt, die das mosaische Gesetz für alle Erstgeborenen vorschreibt (Lk 2,22–39 EU). Die Prophetin Hannah erkennt in Jesus den Heiland und der greise Simeon, der nicht sterben konnte, bevor er den Heiland gesehen hatte, stimmt seinen Lobpreis an (das Nunc dimittis). Eine Magd hält Tauben für das vorgeschriebene Opfer bereit, wie im Lukasevangelium beschrieben: „ein Paar Tauben oder zwei junge Tauben“.
Auf den Außenseiten finden sich nach Vorlagen von Michael Wolgemut gefertigte Heiligendarstellungen, so der heiligen Dorothea, Katharina, Margareta, Barbara, Johannes der Täufer und Nikolaus. Von unbekannter Provenienz, jedoch wirklich alt ist dagegen das darunter zu sehende Predellengemälde mit einer Darstellung des Heilandes inmitten seiner Jünger. Neugotische Schöpfungen sind dagegen die Altarmensa sowie die an der Spitze befindliche Figur des heiligen Leonhard.

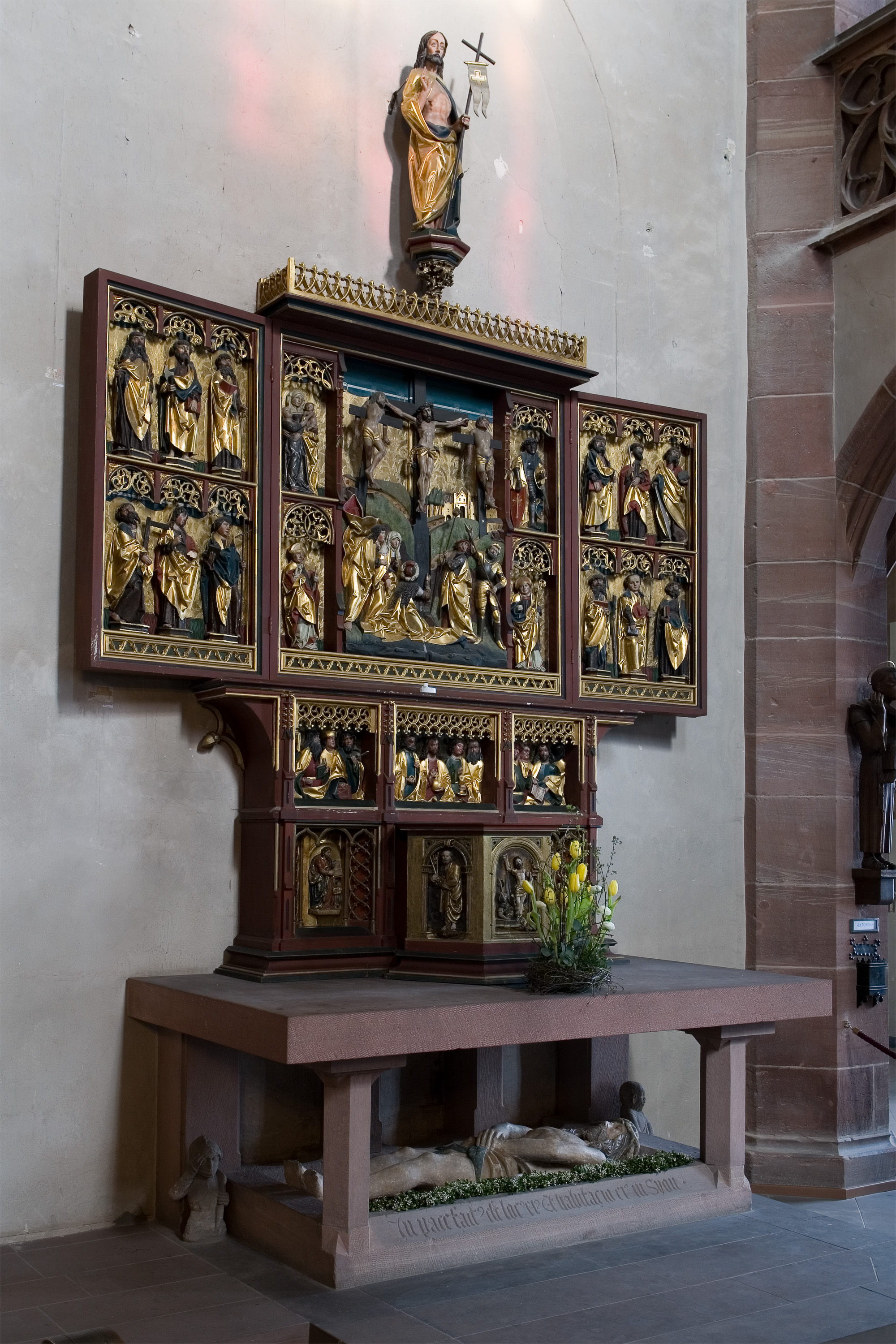
Kreuzaltar

An der Stelle des im Krieg zerstörten Steinlealtars hat im südlichen Hauptschiff der Kreuzaltar einen Platz gefunden, der sich zuvor im Salvatorchörlein befand. Wie der Marienaltar wurde er in den 1880er-Jahren vom Stadtpfarrer erworben und befindet sich seit 1892 in der Kirche. Die wesentlichen Teile sind um 1520 datiert und gehören mit Sicherheit nach Niedersachsen, möglicherweise in den Raum Hildesheim. Der geschnitzte Mittelschrein zeigt in der Mitte eine Kreuzigungsszene, die von den Heiligen Anna, Mauritius, Blasius und einen nicht klar zuordenbaren Abt flankiert wird, auf der Innenseite der Flügel die zwölf Apostel. Dabei sind neben dem Mittelbild nur noch Blasius und Mauritius ursprünglich, der Rest: Ergänzungen des 19. Jahrhunderts. Der den Altar bekrönende, nicht original zugehörige Christus mit Siegesfahne ist ein Werk des 18. Jahrhunderts. Bedeutsamer und wichtig für die Provenienz ist eine gemalte Verkündigungsszene auf der Außenseite des Altars, die dem Meister des Hildesheimer Johannesaltars zugeschrieben wird.
Obwohl alt, gehört die zweiteilige Predella nicht ursprünglich zum Altar. Der obere Part mit Christus und den zwölf Aposteln ist ein Fragment des auf 1505 datierten Herz-Jesu-Altars des Frankfurter Doms aus der Weckmann-Werkstatt aus Ulm. Der untere, ebenfalls spätmittelalterliche Teil stammt dagegen aus Portugal und kam über den Kunsthandel erst 1961 in die Kirche.
Nur noch als Fragment erhalten ist der Marienaltar (auch Steinlealtar), der in den 1850er-Jahren von Frankfurter Bürgern für die Kirche gestiftet worden war. Er befand sich bis zum Zweiten Weltkrieg im südlichen Seitenschiff, bei dessen Einsturz er 1944 bis auf sein Mittelbild zertrümmert wurde. Letzteres, ein Werk des Nazareners Edward von Steinle, zeigt eine Mutter Gottes mit Kind und ist heute im Salvatorchörlein ausgestellt. Das gewaltige neugotische Gehäuse, welches bis weit über die Arkadenbögen der Langhausemporen hinausragte, war ein Werk des bedeutenden historistischen Künstlers Vincenz Statz.
Nicht ein Verlust des Krieges, sondern Folge einer heute schwer verständlichen Entscheidung des Jahres 1984 ist der fragmentarische Zustand des Leonhardsaltars, von dem sich nur noch das dominierende Mittelbild in der gleichnamigen Kapelle im Osten des mainseitigen Seitenschiffs befindet. Das ganz im Stil des Klassizismus gehaltene Altarwerk war 1813 von Fürstprimas Karl Theodor von Dalberg gestiftet worden. Das erhaltene Gemälde mit einer Darstellung des heiligen Leonhard, der Gefangene befreit, stammt vom Münchener Hofmaler Joseph Karl Stieler. Ebenfalls noch erhalten ist das darüber befindliche Wappen des Großherzogtums Frankfurt. Durch den Abbruch verloren gegangen ist dagegen ein prachtvoll geschnitzter, holzsichtiger Außenrahmen, sowie die schlichte Altarmensa mit der Inschrift Sancto Leonardo Carolus MDCCCXIII, die auf den Stifter verwies.

### Weitere Ausstattung

#### Gotik

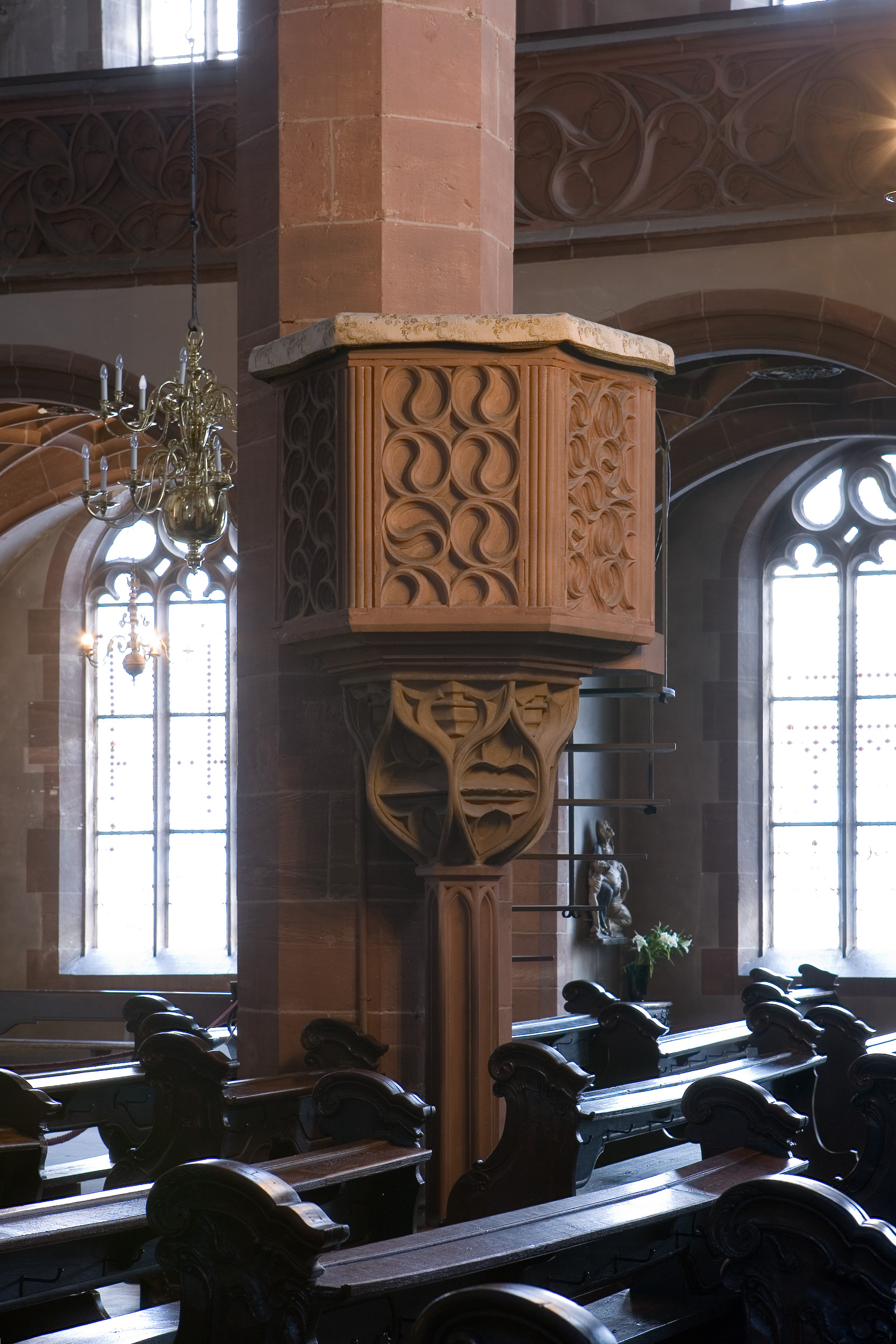
Kanzel

Das im Salvatorchörlein zu sehende Taufbecken ist das älteste noch zur mittelalterlichen Originalausstattung der Kirche gehörende, öffentlich zu sehende Ausstattungsstück. Es ist sichtbar auf 1477 datiert und diente wohl früher als Weihwasserschale, da in der Kirche erst seit 1939 getauft wird. Der Kupferdeckel mit Emaillearbeiten ist eine zeitgenössische Ergänzung des Frankfurter Künstlers Emil Huber aus dem Jahr 1951.
Weit bedeutender und ebenfalls noch original zur Kirche gehörig ist die Kanzel im Mittelschiff. Sie entstammt der letzten Phase des spätgotischen Umbaus zu Anfang des 16. Jahrhunderts. Das Kunstwerk ist aus einem einzigen Stück des für Frankfurt typischen roten Mainsandsteins gearbeitet, der kelchförmige Fuß als auch die Brüstung sind reich mit abwechslungsreichem Fischblasenmaßwerk verziert. Ein erst im 19. Jahrhundert hinzugekommener Baldachin sowie ein Treppenaufgang im neugotischen Stil wurde Ende der 1960er-Jahre nach dem Zweiten Vatikanischen Konzil wieder abgebrochen, und letzter durch die bis heute zu sehende, unpassende wie unbeholfen wirkende Lösung ersetzt.
Sichtbar aus der gleichen Zeit vielleicht sogar vom gleichen Steinmetz stammen die beiden im Westen der Kirche befindlichen Wendeltreppen zu den Emporen. Die bereits in den gotischen Rohbau integrierten Treppenaufgänge sind hier mit profilierten Treppenstufen aus Sandstein verblendet. Bemerkenswert sind auch die sichtbar noch von der Gotik geprägten Kunstschlosserarbeiten der Treppengeländer, die heute zu den ältesten und besterhaltenen ihrer Art in Frankfurt zu zählen sind.
Nicht genau datiert, ebenfalls aber noch aus der Spätgotik und zur Kirche gehörig ist ein Corpus Christi direkt neben dem nördlichen Emporenaufgang. Er hing bis zur Revolutionszeit im Chor, wie ein Bild aus dem Jahr 1790 von Johann Ludwig Ernst Morgenstern zeigt. Heute befindet er sich an einem neugotischen Kreuz, das wiederum oberhalb eines prächtig geschnitzten, aus dem 18. Jahrhundert stammenden Rokokositzes angebracht ist.

#### Renaissance und Barock

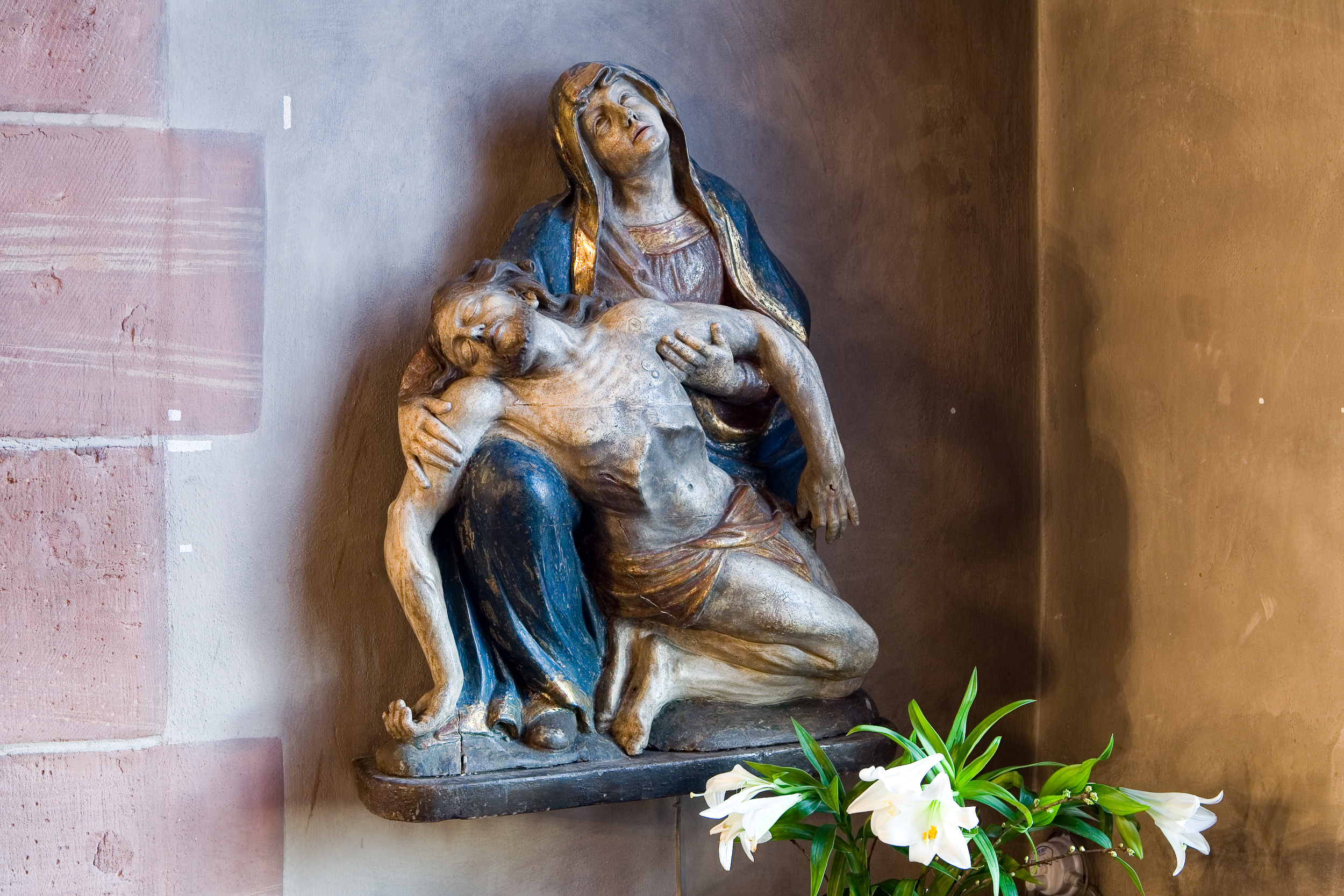
Pietà, 17. Jahrhundert

Aus dem 17. Jahrhundert stammt eine süddeutsche Pietà, die in der mittleren Kapellennische des südlichen Seitenschiffs zu sehen ist. Sie kam ebenso wie die unter ihr befindliche, im Stil des vorrevolutionären Klassizismus gehaltene Kredenz erst 1962 über den Kunsthandel in die Kirche. Neben dem Hochaltar stehen zwei inschriftlich auf 1614 datierte, frühbarocke Leuchterengel mit italienischer Provenienz. Ob sie als Stiftung italienischstämmiger Frankfurter oder über den Kunsthandel nach St. Leonhard gelangten, ist unbekannt.

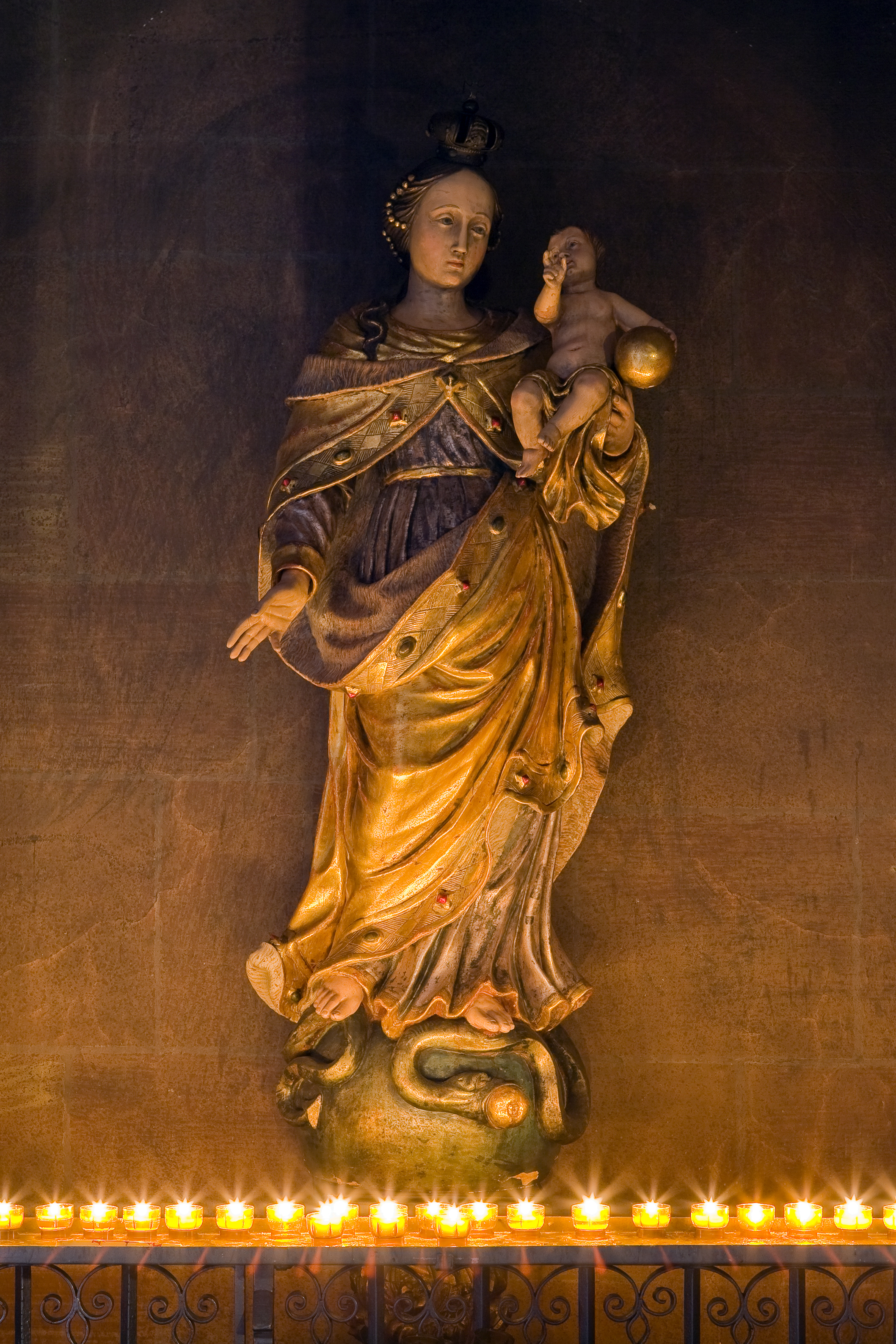
Mainzische Immaculata

Wohl um 1700 entstanden zwei hochbarocke Weihwasserschalen, die zum wenigen erhaltenen Originalinventar der Kirche aus der Barockzeit gehören und aus der Revolutionszeit sichtbar beschädigt sind. Nur eine der Schalen verfügt noch über den originalen Sockel mit Puttenköpfen, die andere erhielt im 19. Jahrhundert einen Ersatz im neugotischen Stil.
Genau auf das Jahr 1708 zu datieren sind dagegen zwei ebenfalls barocke Beichtstühle im nördlichen Seitenschiff, die die Kirche im Rahmen der Säkularisation aus der Frankfurter Karmeliterkirche erhielt. Sie zeigen eine Pilastergliederung mit korinthischen Kapitellen, von denen Blumen herabhängen; zwischen Akanthusdekoren befindet sich oberhalb des mittleren Abteils ein Puttenkopf, rechts und links ist eine typische Kartusche zu sehen.
Auch aus dem Bestand eines einstigen Frankfurter Gotteshauses, nämlich der Kapuzinerkirche, stammt ein weiterer Beichtstuhl unterhalb der westlichen Empore. Auch hier ist eine Gliederung durch vier, allerdings gewendelte Säulen mit korinthischen Kapitellen vorhanden, wobei der Wendel ein Blumendekor folgt. Ein oberhalb des mittleren Abteils befindlicher Puttenkopf ist mit Blumengirlanden geschmückt. Insgesamt zeigt die feinere Ausführung sichtbar den Einfluss des französischen Régence-Stils. In einer direkt gegenüber gelegenen Kapellennische ist eine gekrönte und bis heute verehrte Immaculata zu sehen. Das sehr qualitätvoll gearbeitete Kunstwerk wird einer Mainzer Werkstätte der 1. Hälfte des 18. Jahrhunderts zugeschrieben und gehört zum Originalbestand der Kirche.
Aufgrund einer Inschrift auf 1768 genau datiert ist das im Stil des Rokoko gehaltene Kirchengestühl, das das gesamte Mittelschiff füllt. Eine Besonderheit ist die minimale Variation der geschnitzten Wangen, so dass es sich bei einer jeden um ein Einzelstück handelt. Es gehörte nicht ursprünglich hierher, sondern wurde seinerzeit wie die beiden Beichtstühle für die Karmeliterkirche angefertigt und kam wie diese erst auf dem Wege der Säkularisation nach St. Leonhard.

#### 19. Jahrhundert und Moderne

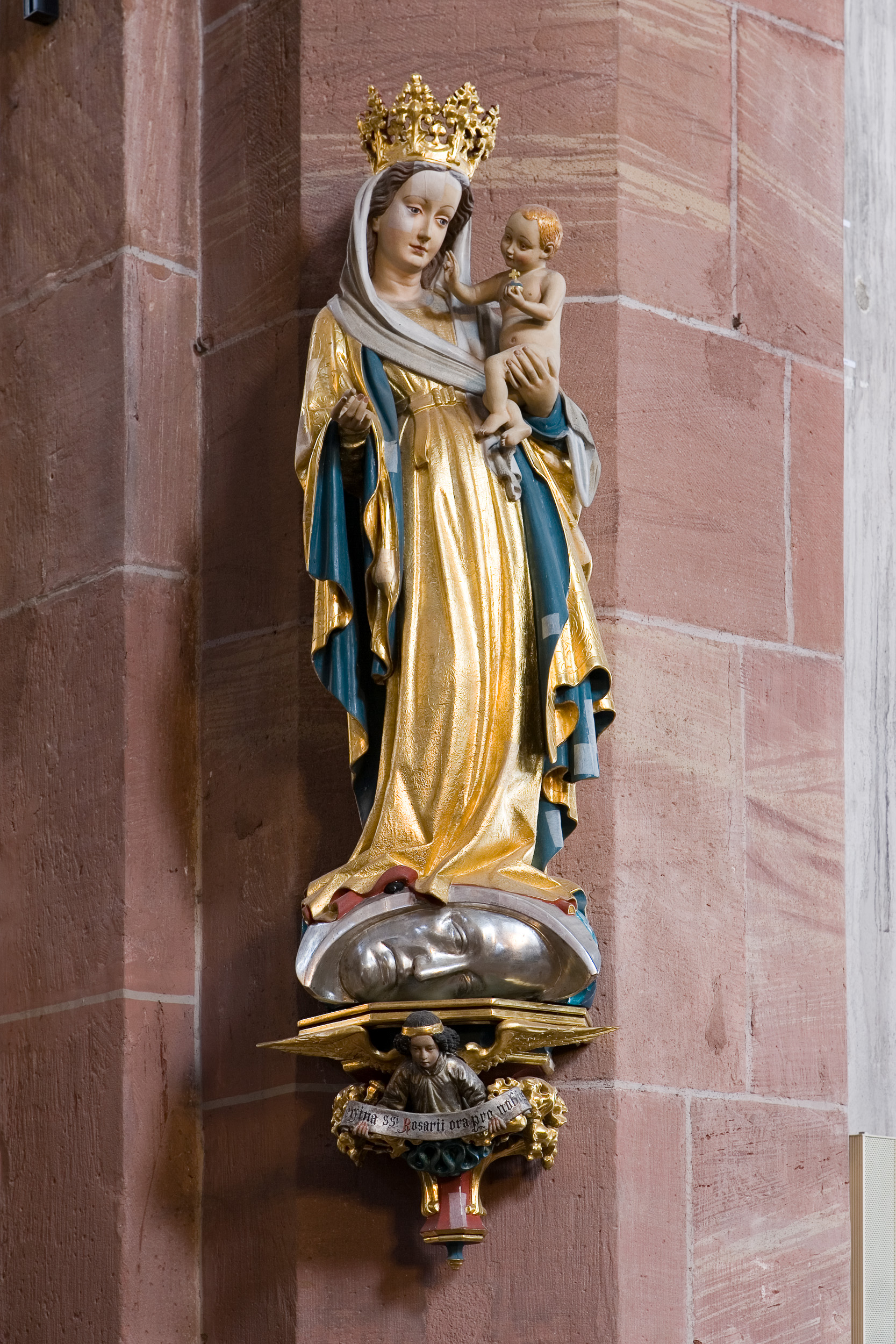
Kopie der Hallgartener Madonna, um 1900

Noch aus der Zeit der Wiedereinweihung der Kirche unter Fürstprimas Dalberg stammen die silbernen Leuchter sowie das Kreuz des Hochaltars. Bei beiden handelt es sich um Augsburger Arbeiten im Stil des Empire. Das davor stehende Chorgestühl ist eine neugotische Schöpfung aus dem Jahr 1852. Die zwei identischen Bänke zeigen keinerlei figurale Darstellungen, wohl aber die Ornamentik gotischer Architektur in Form von Vierpässen, Maßwerken und Fialen.
Auch im neugotischen Stil, aber erst um die Jahrhundertwende entstanden die beiden Heiligenfiguren an den Bogengewänden des Hochchors. Die am südlichen Bogen befindliche ist eine Kopie der berühmten Hallgartener Madonna des Künstlers Adam Winter, am nördlichen ist eine Josefsfigur des Künstlers Josef Schnitzer zu sehen.
Vom Expressionismus geprägt sind zwei weitere in der Kirche zu sehende, holzsichtige Schnitzfiguren des Bildhauers Harold Winter aus dem Jahr 1927. Die eine zeigt den heiligen Antonius und befindet sich direkt neben bzw. südlich des gotischen Kreuzaltars, bei der anderen handelt es sich um eine Herz-Jesu-Statue, die am Pfeiler gegenüber bzw. nördlich der Kanzel im Hauptschiff angebracht ist.

### Glasfenster

#### Chor

##### Allgemeines
Die Glasmalerei der Fenster des Hochchors ist trotz der bewegten, kaum mehr nachvollziehbaren Geschichte und der unterschiedlichen Provenienz der Scheiben insofern bemerkenswert, als es sich um eine der umfangreichsten Ansammlungen alter Kirchenfenster in Hessen handelt. Im 15. Jahrhundert, als der gotische Umbau von St. Leonhard im Wesentlichen abgeschlossen war, muss man sich die gesamte Kirche als mit farbigen Fenstern ausgestattet vorstellen. Ihre Stifter waren die bedeutendsten Frankfurter Adelsfamilien, die sich dadurch andererseits das Recht erwarben, an ihrem Fensterplatz Altäre aufzustellen, Totenschilde und Epitaphien anzubringen oder Messen für Familienmitglieder zu halten. Dieser ursprüngliche Bezug ist heute noch durch die zahlreichen Gewölbeschlusssteine in den Seitenschiffen sowie das südwestliche Wappenfenster aufgezeigt, das die Allianzwappen der Langhausverglasung vereint, welche ansonsten nicht mehr vorhanden ist.
Die übrigen vier Fenster des Chores stellen zwar auch nicht mehr die originalen bzw. vollständigen Bilderzyklen dar und sind teils stark, vor allem im 19. Jahrhundert, ergänzt worden. Jedoch kann man sie bereits anhand ihrer Dimensionen klar ausschließlich dem Chor zuordnen, wenngleich auch ihre Anordnung mehr oder minder stark gestört ist. Der größte Teil entstammt noch der Zeit der Chorweihe im Jahr 1434, viele andere Scheiben demselben Jahrhundert, vor allem einer zweiten Verglasungsperiode in den 1490er-Jahren. Hagelschäden wurden nach dem Verfall der Glasmalerei in der frühen Neuzeit im 18. Jahrhundert nur laienhaft ausgebessert, was heute noch stellenweise zu sehen ist.
Nach der Zeit der Säkularisation, in der manches Fenster durch Verkauf, teils aber auch durch Zweckentfremdung der Kirche verlorenging, wurden die Reste 1808 bzw. 1813 wieder im Chor verbaut. 1851 erfolgte eine Rückführung eines Großteils der historischen Scheiben aus der Schenkung eines Privatmanns, 1898 eine gründliche Restaurierung sowie historistische Ergänzungen, unter anderem durch den berühmten Frankfurter Glasmaler Alexander Linnemann. Alle Fenster überstanden den Zweiten Weltkrieg durch Auslagerung, 1975 bis 1981 erfolgte eine großangelegte Sanierung und ein prophylaktischer Schutz gegen Umwelteinflüsse.

##### Beschreibung
Das links bzw. nördlich die Fenster des Chors eröffnende, achtzeilige Katharinenfenster gehört zu den ältesten der Kirche und ist nach kunsthistorischen Merkmalen noch vor der Chorweihe 1434 entstanden. Trotz der fragmentarisch erhaltenen Einzelszenen – eine hierher gehörige Scheibe befindet sich im Historischen Museum – ist noch immer das ursprüngliche Programm ablesbar, das genau der Lebensbeschreibung der heiligen Katharina in der Legenda aurea folgt. Dies macht das Fenster zu einem seltenen Beispiel für eine nahezu vollständige Biographie dieser Heiligen. Darüber hinaus enthält das Fenster noch zwei Fragmente anderer Scheiben: so ist in der untersten Reihe ist die Anbetung der Könige zu sehen, die ursprünglich zum Marienfenster gehörte (siehe dort), das mittlere Feld der zweiten Reihe zeigt die Einsetzung eines unbekannten Bischofs und ist heute keinem Fenster mehr zuordenbar. Die darüber zu sehende Tabernakelarchitektur der Zeilen 5 bis 8 entstammt vollständig dem 19. Jahrhundert.
Rechts schließt das zentrale, elfzeilige Chorfenster, auch Marienfenster, oberhalb des Hochaltares an, das als einziges seit der Chorweihe 1434 am originalen Standort erhalten ist und fast vollständig aus mittelalterlicher Substanz besteht. Einzig die Architekturpartien sind Ergänzungen des 19. Jahrhunderts. Dargestellt ist eine Kreuzigung in weiß, flankiert von reicher gotischer Architektur, darüber befindet sich eine Krönung Mariens, bei der Maria links neben dem Gottvater und seinem Sohn bzw. unterhalb des Heiligen Geistes in Form einer Taube zu sehen ist. Durch die Darstellung der Jungfrau Maria wird Bezug auf einen der zwei ursprünglichen Hauptheiligen der Kirche genommen. Der untere Teil ist seit 1851 vermauert bzw. durch den Hochaltar verstellt, die hier einst befindlichen Scheiben sind auf andere Fenster verteilt, obgleich sich die ursprüngliche Anordnung rekonstruieren lässt.
Das nun folgende Georgsfenster, im Kern ebenfalls aus dem Jahr 1434 stammend, wurde im Laufe der Jahrhunderte stark und oft unsachgemäß repariert, wie es etwa durch falsche Größenverhältnisse vor allem im Bereich der Köpfe der verschiedenen Heiligen noch heute sichtbar ist. Bei der letzten Instandsetzung hat Linnemann 1898 sein Werk im mittleren Feld von Zeile 1 signiert. Ähnlich wie beim Katharinenfenster ist die hier zu sehende Biographie eines Heiligen, hier des namensgebenden Georg, in der kirchlichen Kunst vergleichsweise selten. Allerdings ist die Szenenabfolge gestört, nicht mehr vollständig und befasst sich nur mit Martyrium und den Ereignissen nach dessen Tod (Zeilen 1 bis 4). Die oberste Bahn enthält bekrönende gotische Architektur, die wie fast überall dem 19. Jahrhundert zuzurechnen ist.
Es schließt nun das einzige vierbahnige Fenster des Chores an, aufgrund seiner zahlreichen Heiligendarstellungen als Heiligenfenster bezeichnet. Eine in Zeile zwei zu findende Szene mit Joachim und Anna an der Goldenen Pforte unterscheidet sich stilistisch und ikonographisch sichtbar von den übrigen Darstellungen. Es handelt sich um den wahrscheinlich letzten Rest eines nicht mehr erhaltenen Annen-Fensters aus der Zeit der Chorweihe. Die übrigen Szenen, unter anderem die Anbetung der Könige, die vier Heiligen der obersten figürlichen Darstellung, Katharina, Cäcilia, Dorothea und Margaretha sowie die bekrönende Tabernakelarchitektur mit musizierenden Engeln entstammen einer zweiten Verglasungsperiode in den 1490er-Jahren. Der Rest mit weiteren Heiligendarstellungen sowie Szenen aus dem Leben Jesu ist eine Neuschöpfung aus dem Jahr 1898.
Das die Fensterfolge des Chores beschließende, ganz rechts in der Südwand befindliche Wappenfenster hat nur zwei Bahnen. Es wirkt etwas unbeholfen, als hier ohne Ergänzung ausschließlich Stifterwappen aus den zwei Verglasungsperioden des 15. Jahrhunderts zusammengeführt sind. Dadurch ist es andererseits nach dem Marienfenster das mit der meisten mittelalterlichen Substanz. Unter einer ornamentalen Bekrönung finden sich die Ehewappen der Familien Monis / Commeter, Monis / Prusse, Blume / Lamm, Rohrbach / Holzhausen, Rohrbach / Werstadt, Rohrbach / Leidermann, Monis / Budelkiste, Holzhausen-Prusse / Marburg, Degen / Blume sowie Blume / Lamm. Anhand stilistischer Kriterien lässt sich noch heute der ursprüngliche historische Kontext bei einigen Scheiben dieses Fensters näherungsweise rekonstruieren.
|                   |               |               |                 |               |
| Katharinenfenster | Marienfenster | Georgsfenster | Heiligenfenster | Wappenfenster |

#### Übrige Fenster

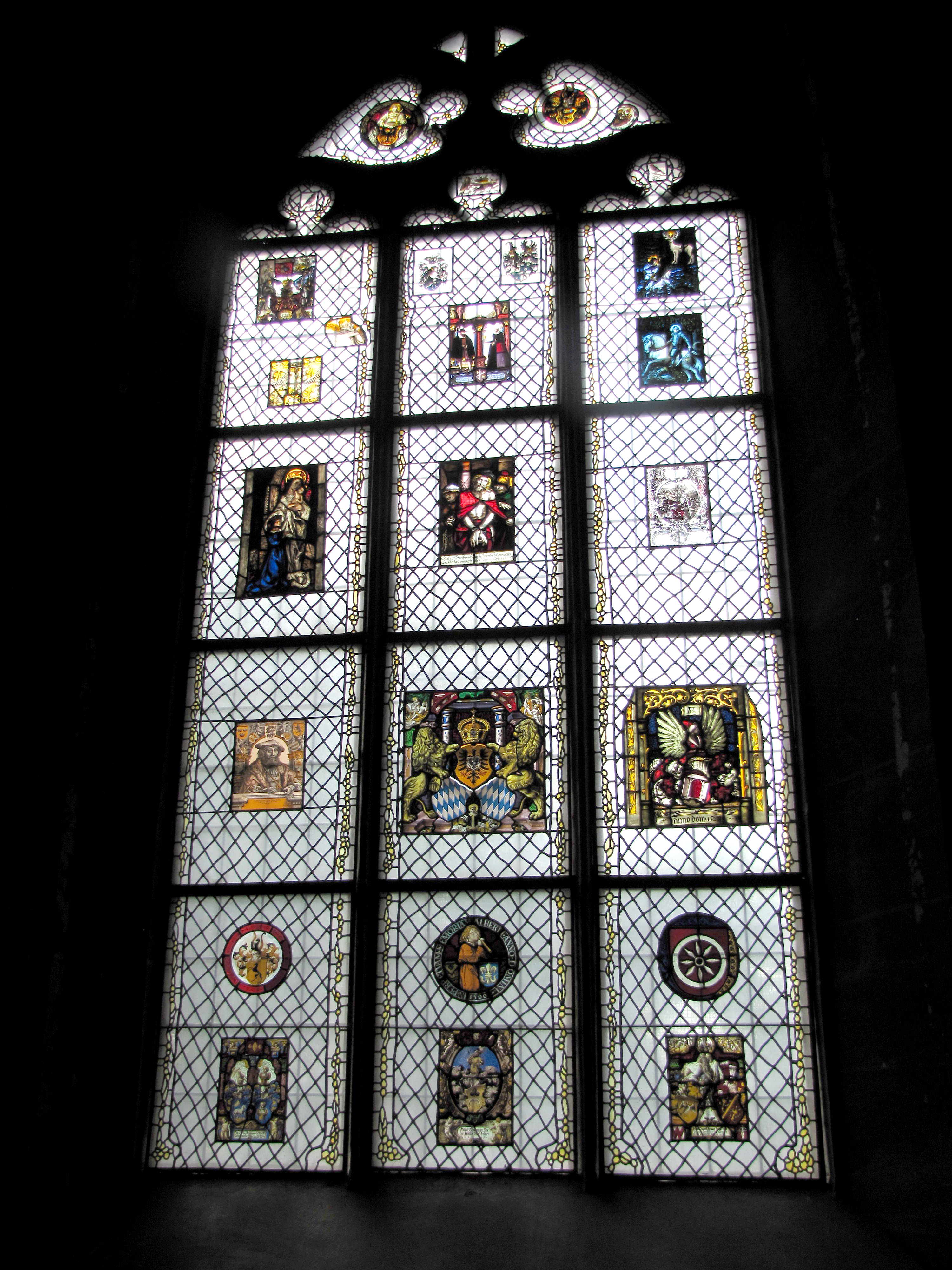
Kabinettscheibenfenster im Seitenschifffenster süd VIII

Außerhalb des Hochchors ist nur ein weiteres figürliches Fenster zu sehen, das sich in der Südwand des Leonhardschors befindet. Die gestalterisch ausgefallene Scheibe des Glaskünstlers Wilhelm Buschulte ist eine Zusammenfügung von Glasmalereien des 17. bis 19. Jahrhunderts mit unterschiedlicher Provenienz. Einige Elemente der Scheibe sind offensichtlich glaskünstlerische Umsetzungen bekannter Druckgrafiken etwa von Albrecht Dürer.
1990–2003 wurden in den übrigen Fenstern der Kirche Bögen moderne Scheiben eingebaut, die die historische Entwicklung der Fenstermalerei und der Glaskunst bis in die Gegenwart fortführen. Zahlreiche Frankfurter Bürger und Institutionen haben sich daran beteiligt, was durch eine kleine Inschrift auf den Scheiben vermerkt ist. Die abstrakte künstlerische Gestaltung erlaubt verschiedene Deutungen, farblich sind die Gläser in einem weiten Spektrum von Gelb über Grün, Blau, Türkis bis hin zu lachsroten Tönen gehalten. Als Besonderheit enthalten die Scheiben vollplastische Elemente in Form von Glaskugeln, die bei Lichteinfall zu ungewöhnlichen optischen Effekten führen.
Der Alsdorfer Professor und Glasmaler Ludwig Schaffrath gestaltete drei Fenster, die sich in den Ostfenstern des Leonhardschors befinden.

### Wandmalereien

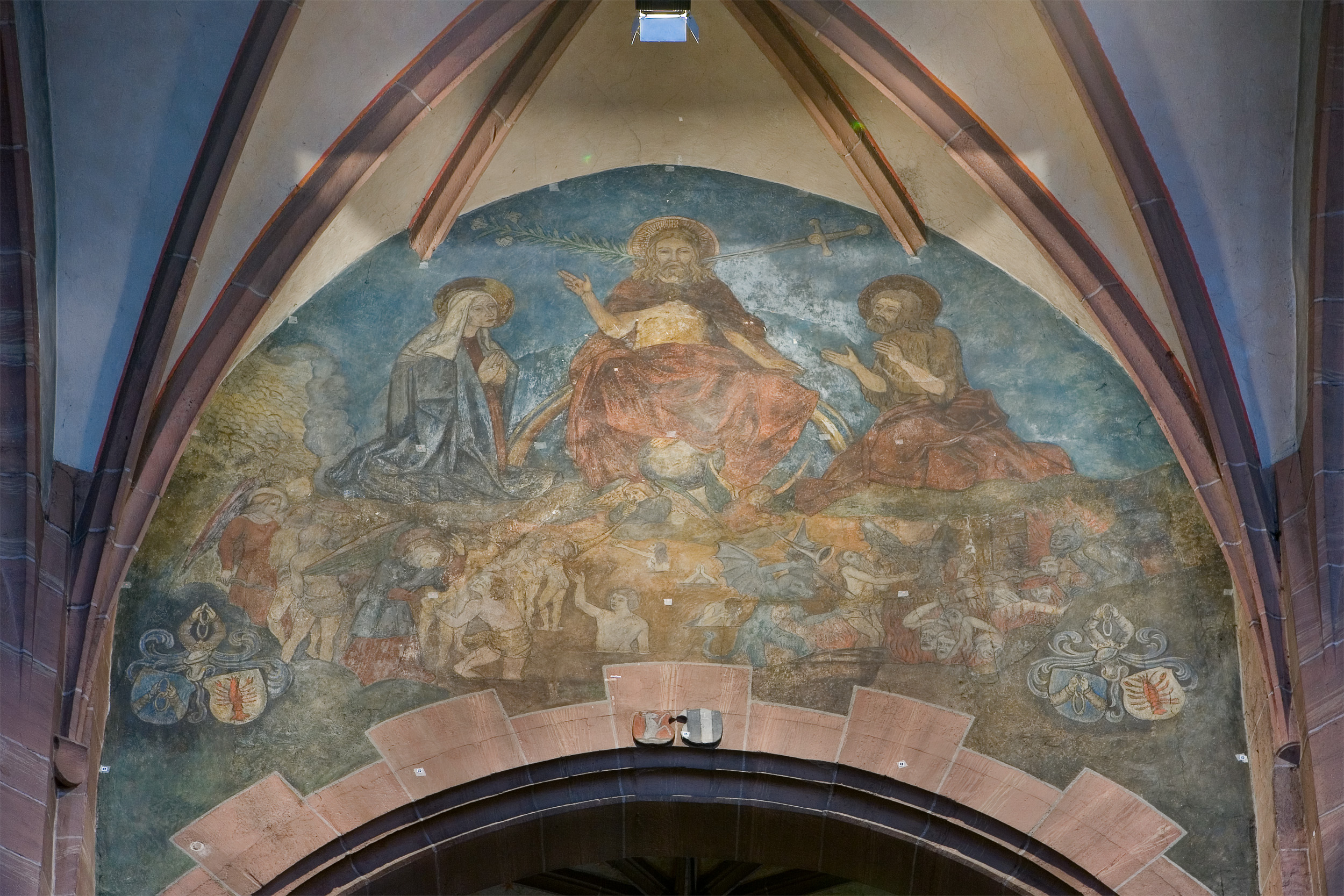
Christus als Weltenrichter über dem Triumphbogen, um 1500

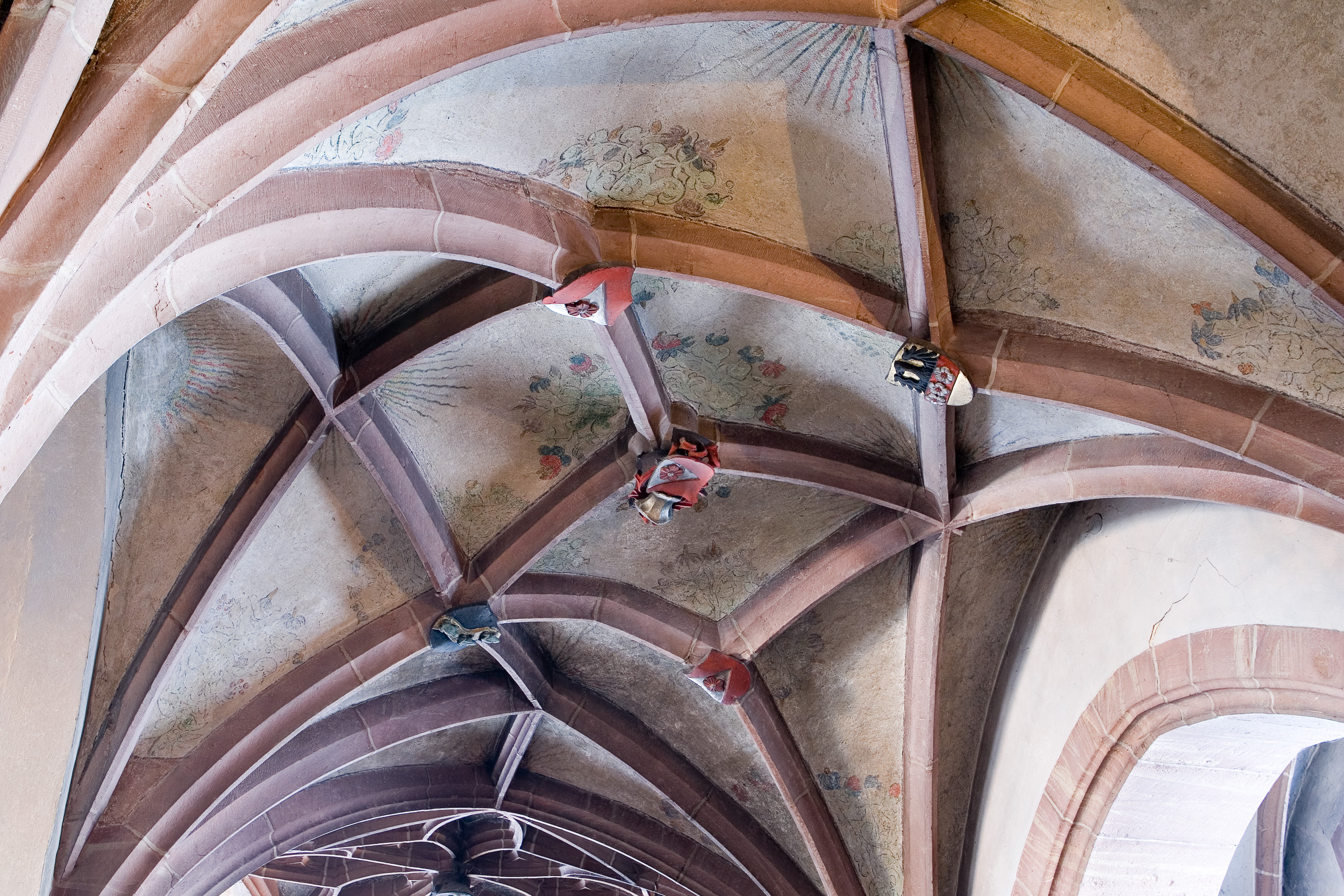
Ornamentale Malerei im nördlichen Seitenschiff, wohl 1. Hälfte 16. Jahrhundert

Von der Ausmalung der verputzten Flächen und Gewölbe hat sich in St. Leonhard mehr mittelalterliche Substanz erhalten als in jeder anderen Frankfurter Kirche. Von den Übermalungen des 19. Jahrhunderts, die oftmals nicht auf gesicherten Resten beruhten, ist sie bis heute allerdings nur partiell befreit und denkmalgerecht konserviert.
Am besten erhalten ist eine Darstellung über dem Triumphbogen des Chores. Sie zeigt Christus als Weltenrichter, mit Maria und Johannes auf einem Regenbogen sitzend, zur Rechten die Lilie und den Chor der Seligen, zur Linken das Schwert und die Verdammten, darunter befinden sich die vereinten Wappen der Familien Rorbach und Melem. Das Bild war demnach eine patrizische Stiftung von Bernhard Rohrbach und Ursula von Melem, die 1501 heirateten und so einen Rückschluss auf die Entstehungszeit erlauben.
Ebenfalls in die erste Hälfte des 16. Jahrhunderts zu datieren ist eine auf die tatsächlich mittelalterlichen Reste zurückgenommene Darstellung an der Nordwand des Chores, die das apostolische Glaubensbekenntnis in Spruchbändern zeigt. Mit diesen sind die zwölf Apostel durch bereits von der Renaissance beeinflusste Ranken an einem Baum in Verbindung gebracht, darüber thront Christus. Das Gesamtbild wird rechts von einer Darstellung des heiligen Leonhard über einem nicht mehr zu entziffernden Stifterwappen flankiert. An der gegenüberliegenden Chorsüdwand ist eine Darstellung von Maria und Johannes unter dem Kreuz Christi mit zwei Engeln zu sehen, die noch von einer Restaurierung des 19. Jahrhunderts geprägt ist. Stilistisch weist sie dennoch so große Ähnlichkeiten mit der Darstellung des Glaubensbekenntnisses auf, dass sie auf jeden Fall aus derselben Zeit, möglicherweise sogar vom selben Künstler stammt.
Wesentlich älter, wohl aus der Zeit um 1440, ist ein Zyklus von Wandgemälden unterhalb der Fenster im Chorschluss. So ist auf dem nordöstlichen Fenstersockel eine volksnahe Darstellung der unbefleckten Empfängnis in Verbindung mit Mariä Verkündigung zu erkennen: vom Gottvater dringt ein vom Heiligen Geist in Form einer Taube geleiteter „Verkündigungsstrahl“ in das Ohr der Maria. Gegenüber ist eine Szene der Kreuztragung Christi zu sehen, rechts bzw. westlich gefolgt von einem Schweißtuch der Veronika über dem Rundsockel eines Chorfensters, in dem die Taufe Christi dargestellt wird.
Die heute zu sehende Ausmalung des Chores mit einem dreifarbigen Sternmuster entspricht der vermutlich ersten Fassung des 15. Jahrhunderts und ist durch Befunde gedeckt. Sie ersetzte 1960/61 eine nicht vollständig gesicherte Fassung des 16. bzw. 19. Jahrhunderts mit Rankenmotiven. Diese wohl zweite, bereits unter Einfluss der Renaissance stehende Fassung ging auf den Maler Hans Dietz von Epstein zurück und stammte aus dem Jahr 1536. Erhaltene Reste seiner ornamentalen Malerei finden sich noch in den Gewölben des nördlichen Seitenschiffs.

## Orgel
Die Orgel wurde 1958 von der Orgelmanufaktur E.F. Walcker & Cie. (Ludwigsburg) mit Kegelladen erbaut. Das Instrument hat 53 Register (ca. 4000 Pfeifen), verteilt auf vier Manuale und Pedal, wobei sich das Schwellwerk außerhalb der Hauptorgel auf der nördlichen Seitenempore befindet. Die Spiel- und Registertrakturen sind elektrisch.
| I Hauptwerk C–a3 |                |       |
| 1.               | Quintade       | 16′   |
| 2.               | Prinzipal      | 8′    |
| 3.               | Harfpfeife     | 8′    |
| 4.               | Rohrflöte      | 8′    |
| 5.               | Oktave         | 4′    |
| 6.               | Spillflöte     | 4′    |
| 7.               | Quinte         | 2 ⁄3′ |
| 8.               | Hohlflöte      | 2′    |
| 9.               | Sesquialter II | 2 ⁄3′ |
| 10.              | Mixtur IV-VI   | 2′    |
| 11.              | Trompete       | 8′    |
| 12.              | Kopftrompete   | 4′    |

| II Brustwerk C–a3 |               |       |
| 13.               | Sing. Gedackt | 8′    |
| 14.               | Quintade      | 8′    |
| 15.               | Rohrflöte     | 4′    |
| 16.               | Prinzipal     | 2′    |
| 17.               | Sifflöte      | 1 ⁄3′ |
| 18.               | Scharf IV     |       |
| 19.               | Vox Humana    | 8′    |
|                   | Tremolo       |       |

| III Schwellwerk C–a3 |                  |        |
| 20.                  | Ital. Prinzipal  | 8′     |
| 21.                  | Flöte            | 8′     |
| 22.                  | Gemshorn         | 8′     |
| 23.                  | Unda Maris       | 8′     |
| 24.                  | Prästant         | 4′     |
| 25.                  | Rohrquinte       | 2 ⁄3′  |
| 26.                  | Oktave           | 2′     |
| 27.                  | Terz             | 1 3⁄5′ |
| 28.                  | Rauschquinte III | 2 ⁄3′  |
| 29.                  | Mixtur V         |        |
| 30.                  | Fagott           | 16′    |
| 31.                  | Helltrompete     | 8′     |
| 32.                  | Clairon          | 4′     |
|                      | Tremolo          |        |

| IV Positiv C–a3 |            |        |
| 33.             | Gedackt    | 8′     |
| 34.             | Prinzipal  | 4′     |
| 35.             | Hohlflöte  | 4′     |
| 36.             | Nasard     | 2 ⁄3′  |
| 37.             | Rohrflöte  | 2′     |
| 38.             | Terz       | 1 3⁄5′ |
| 39.             | Oktave     | 1′     |
| 40.             | Zimbel III | 1 ⁄3′  |
| 41.             | Oboe       | 8′     |

| Pedal C–f1 |                                       |         |
| 42.        | Prinzipal                             | 16′     |
| 43.        | Subbaß                                | 16′     |
|            | Zartbaß (Windabschwächung von Nr. 43) | 16′     |
| 44.        | Quintbaß                              | 10 2⁄3′ |
| 45.        | Oktave                                | 8′      |
| 46.        | Gedacktpommer                         | 8′      |
| 47.        | Oktave                                | 4′      |
| 48.        | Rohrgedackt                           | 4′      |
| 49.        | Nachthorn                             | 2′      |
| 50.        | Mixtur VI                             | 2′      |
| 51.        | Posaune                               | 16′     |
| 52.        | Trompete                              | 8′      |
| 53.        | Schalmey                              | 4′      |

- Koppeln: II/I, III/I, IV/I, IV/III, I/P, II/P, III/P, IV/P
- Spielhilfen: Tutti, 64-fache Setzeranlage, Crescendowalze, verschiedene Absteller

## Glocken

### Der alte Bestand
Bis zur letzten großen Sanierung der Kirche im 19. Jahrhundert befanden sich noch die fünf mittelalterlichen Glocken in den Apsidentürmen. Die größte und bedeutendste füllte mit einem unteren Durchmesser von 124 cm den gesamten Glockenboden des südlichen Turms und trug eine Inschrift in gotischen Minuskeln. Darüber hinaus war die Glocke mit figürlichen Darstellungen geschmückt, die Heilige und Evangelistensymbole zeigten. Laut einer archivalisch heute nicht mehr zu verifizierenden Angabe des Stadtchronisten Achilles August von Lersner wurde sie 1468 von Martin Moller aus Salza in Thüringen gegossen.
Älter, nämlich zum Teil noch aus dem 14. Jahrhundert waren vier weitere Glocken im nördlichen Turm. Obwohl die kleinste von ihnen 1883 in Dresden umgegossen wurde, hatte St. Leonhard damit bereits Ende des 19. Jahrhunderts die am besten erhaltene mittelalterliche Ausstattung mit Glocken aller Frankfurter Kirchen. Der hieraus resultierende besondere Denkmalschutzstatus bewahrte die Glocken im Zweiten Weltkrieg vor dem Abtransport auf den Glockenfriedhof. Doch gerade dies wurde dem wertvollen Ensemble im März 1944 zum Verhängnis, als die Apsidentürme bei schweren Luftangriffen auf Frankfurt niederbrannten, wobei die Glocken schmolzen.

### Neuausstattung der Nachkriegszeit
Das bis heute in der Kirche befindliche sechsstimmige Geläute der Pfarr- und ehemaligen Stiftskirche wurde 1956 von Friedrich Wilhelm Schilling (Heidelberg) gegossen. Die Schlagtöne sind nach dem Konzept des Mainzer Musikprofessors Paul Smets auf das Frankfurter Stadtgeläute abgestimmt.
| Nr. | Name      | Nominal (16tel) | Gewicht (kg) | Durchmesser (mm) | Inschrift                                                                         |
| 1   | Christus  | fis1 +1         | 890          | 1094             | PAX VOBIS („Friede sei mit euch“)                                                 |
| 2   | Maria     | a1 +2           | 603          | 953              | AVE MARIA („Gegrüßt seist du Maria“)                                              |
| 3   | Johannes  | h1 ±0           | 409          | 847              | DEUS CARITAS („Gott ist die Liebe“)                                               |
| 4   | Petrus    | cis2 ±0         | 290          | 753              | TV ES PETRVS („Du bist Petrus“)                                                   |
| 5   | Georgius  | e2 +2           | 249          | 704              | GEORGIVS GLORIOSVS CHRISTI ATHLETA („Georg ist siegreicher Kämpfer für Christus“) |
| 6   | Leonardus | fis2 +4         | 178          | 629              | LEONARDVS PATRONVS („Leonhard, Patron“)                                           |